# Scott Pilgrim contra o Mundo
Scott Pilgrim vs. the World (bra/prt: Scott Pilgrim contra o Mundo) é um filme de comédia de ação romântica britano-nipo-canado-estadunidense de 2010 co-escrito, produzido e dirigido por Edgar Wright, baseado no romance gráfico Scott Pilgrim, de Bryan Lee O'Malley. É estrelado por Michael Cera como Scott Pilgrim, um músico preguiçoso que está tentando vencer uma competição para conseguir um contrato com uma gravadora enquanto luta contra os sete ex-namorados malvados de sua mais nova namorada, Ramona Flowers, interpretada por Mary Elizabeth Winstead.
Uma adaptação cinematográfica dos quadrinhos foi proposta após o lançamento do primeiro volume, e Wright foi anexado ao projeto desde o início. As filmagens começaram em março de 2009 em Toronto e terminaram em agosto. O filme estreou após um painel de discussão na San Diego Comic-Con International em 22 de julho de 2010 e recebeu um amplo lançamento na América do Norte em 13 de agosto. Foi relançado para seu décimo aniversário no Reino Unido em 21 de agosto de 2020 e nos Estados Unidos em 30 de abril de 2021.
O filme usa características famosas de seu cenário de Toronto e combina com o estilo de jogo eletrônico e imagens de quadrinhos. Usou artistas musicais reais, incluindo Beck e Metric, como base para cada grupo fictício na batalha do enredo da banda, com alguns dos atores também tocando. Uma combinação de métodos digitais e físicos foi usada para criar os extensos efeitos visuais.
Apesar de ser considerado um fracasso de bilheteria que não conseguiu recuperar seu orçamento de produção de 85 milhões de dólares, Scott Pilgrim vs. the World recebeu resenhas positivas dos críticos, que notaram seu estilo visual e humor, e eventualmente conquistou seguidores cult. Entrou para várias listas de melhores filmes e recebeu mais de 70 prêmios e indicações, além de uma pré-indicação ao Oscar de Melhores Efeitos Visuais. Na análise acadêmica, tem sido amplamente discutido como uma narrativa transmídia.

## Enredo
A história se passa na Ala onde Scott Pilgrim, no século XXI, Baixista da banda "Sex Bob-omb", começa a namorar a colegial Knives Chau apesar dos protestos de seus amigos e colegas de banda. Mais tarde ele encontra uma misteriosa garota americana, Ramona Flowers, se apaixonando por ela e perdendo o interesse em Knives. Enquanto tocava na batalha de bandas por um contrato com G-Man Graves, Scott é atacado por Matthew Patel, que se apresenta como o primeiro ex-namorado do mal de Ramona. Scott derrota Matthew e descobre que para namorar Ramona ele precisa derrotar todos os seus sete ex-namorados do mal, que se juntaram para destruir Scott e para controlar a vida amorosa de Ramona.
Depois de descobrir que o ator e skatista Lucas Lee, o segundo ex-namorado do mal, está vindo para Toronto para gravar um filme, Scott é obrigado a terminar com Knives, que fica devastada e se torna obcecada em consegui-lo de volta. Scott encontra Lucas e enfrenta ele e seus dublês, e o desafia a fazer um grind no skate, fazendo sofrer um acidente, sendo derrotado. Ele mais tarde encontra o terceiro ex-namorado do mal, Todd Ingram, que está namorando a ex-namorada de Scott, Envy Adams, Todd mostra ter poderes psíquicos conseguidos através da dieta vegana, porém seus poderes são retirados pela Polícia Vegana depois que Scott o engana com um café com leite de soja por outro com café e leite que ele bebe, permitindo ser enfraquecido com o raio desveganizador pela Polícia Vegana, sendo derrotado por Scott com facilidade.
Scott começa a ficar aborrecido com o histórico de namorados de Ramona após derrotar a quarta ex e lésbica do mal, Roxy Richter, mas foi derrotada quando Scott encostou o dedo atrás do seu joelho. Durante o segundo round da batalha de bandas, Sex Bob-omb enfrenta o quinto e o sexto ex-namorados do mal, os irmãos gêmeos Ken e Kyle Katayanagi, e Scott ganha uma vida extra após derrotar os irmãos. Durante a batalha Scott vê Ramona junto com o sétimo e último ex-namorado do mal, Gideon Graves, que acaba se torna o patrocinador da Sex Bob-omb, fazendo Scott sair da banda enquanto assinam o contrato. Impedida de se afastar de Gideon devido a um microchip, Ramona termina com Scott.
Scott desafia Gideon para uma batalha no recém aberto Chaos Theater, onde Scott declama seu amor por Ramona, ganhando o "Poder do Amor", uma espada em chamas, que ele usa para lutar com Gideon, porém Gideon o acertou no ar, e Scott perdeu sua espada e foi derrotado. Knives aparece para lutar com Ramona pelo amor de Scott que, tentando apartar a briga das duas admite que ele a traiu e depois é morto por Gideon antes de se desculpar.
No Limbo, Scott resolve seus problemas com Ramona, que revela que quando ela e Gideon eram juntos, ele colocou na parte de trás de seu pescoço um microchip. Scott percebe que ainda tinha sua vida extra, que a usa para reiniciar a batalha com Gideon, dessa vez resolvendo seus problemas com Ramona, Knives e seus amigos, ganhando assim pontos bônus e o "Respeito a si Próprio", recebendo uma outra espada em chamas de cor roxa, o ataque no ar é repetido, e Scott acerta Gideon. Com Gideon inconsciente, Scott impede o ataque de Knives em Ramona, e se desculpa com as meninas. Gideon acorda para lutar com Scott de novo, e derruba Ramona, mas é derrotado quando Knives e Scott se unem para destruí-lo. Livre do controle de Gideon, Ramona se prepara para ir embora do país. Knives aceita que seu relacionamento com Scott já acabou, e o encoraja a ir atrás de Ramona. Scott vai atrás de Ramona, e os dois voltam a namorar.
Final alternativo
No DVD, Ramona vai embora e Scott começa uma nova relação com Knives.

## Elenco
Personagens principais
- Michael Cera como Scott Pilgrim e Nega Scott
- Mary Elizabeth Winstead como Ramona Flowers
- Kieran Culkin como Wallace Wells
- Anna Kendrick como Stacey Pilgrim
- Brie Larson como Natalie V. Adams/Envy Adams
- Alison Pill como Kim Pine
- Aubrey Plaza como Julie Powers
- Johnny Simmons como Neil Nordegraf/Young Neil
- Mark Webber como Stephen Stills
- Ellen Wong como Knives Chau

Liga dos Sete Ex-Malvados
- Chris Evans como Lucas Lee
- Brandon Routh como Todd Ingram
- Jason Schwartzman como Gideon Graves/G-Man
- Mae Whitman como Roxanne Richter/Roxy
- Satya Bhabha como Matthew Patel
- Shota Saito como Kyle Katayanagi
- Keita Saito como Ken Katayanagi

Outros
- Nelson Franklin como Michael Comeau
- Bill Hader como A Voz
- Erik Knudsen como Lucas Wilson/Crash
- Thomas Jane como oficial da Polícia Vegana (não-creditado)[8]
- Clifton Collins Jr. como oficial da Polícia Vegana (não-creditado)[8]
- Ben Lewis como Other Scott
- Tennessee Thomas como Lynette Guycott
- Chantelle Chung como Tamara Chen
- Kjartan Hewitt como Jimmy
- Michael Lazarovitch como Some Guy
- Abigail Chu como Trisha Ha/Trasha
- John Patrick Amedori como hipster lollipop
- Joe Dinicol como hipster do elevador
- Craig Stickland como hipster do elevador
- Don McKellar como diretor

## Produção
Scott Pilgrim vs. the World foi uma coprodução internacional entre várias empresas: Marc Platt Productions (Estados Unidos), Big Talk Films (Reino Unido), Closed On Mondays Entertainment (Estados Unidos) e Dentsu (Japão).

### Desenvolvimento
Depois que o artista Bryan Lee O'Malley completou o primeiro volume de Scott Pilgrim, sua editora Oni Press contatou o produtor Marc Platt para propor uma adaptação para o cinema. O'Malley originalmente tinha sentimentos confusos sobre uma adaptação para o cinema, afirmando que "imaginava que a transformariam em uma comédia de ação com algum ator que [ele] odiava", embora também "nem se importasse", admitindo: "Eu era um artista faminto e pensei: 'Por favor, me dê algum dinheiro'". A Universal Studios contratou o diretor Edgar Wright, que há pouco havia lançado Shaun of the Dead e concordou em adaptar Scott Pilgrim. Wright se interessou pela primeira vez em fazer o filme quando recebeu uma cópia de pré-lançamento da primeira graphic novel durante a turnê de divulgação de Shaun of the Dead, depois dizendo que "achou tudo sobre o livro interessante, e porque parecia novo e único, foi irresistível adaptá-lo". Em maio de 2005, o estúdio contratou Michael Bacall para co-escrever o roteiro.
Wright citou o filme Danger: Diabolik (1968), de Mario Bava, outra adaptação de uma série de quadrinhos, como uma influência em sua abordagem de Scott Pilgrim, afirmando que ele teve uma "influência italiana, um senso de imaginação completamente desenfreada. Eles não fazem nenhuma tentativa de torná-lo realista. A composição e encenação de Mario Bava têm uma atitude real de tentar qualquer coisa". Outras influências nos roteiristas incluem filmes musicais como Além do Vale das Bonecas, Dig! e principalmente O Fantasma do Paraíso. O filme também utiliza elementos de estilo das histórias em quadrinhos, incluindo o uso de textos em tela (por exemplo, onomatopeia de efeitos sonoros), que é descrito por Wright e O'Malley como "meramente a perspectiva interna de como Scott entende a si mesmo e ao mundo". Foi descrito como um filme de videogame e de quadrinhos.
Bacall disse que queria escrever o filme de Scott Pilgrim porque gostou fortemente de sua história e simpatizava com seus personagens. Wright disse que O'Malley estava "muito envolvido" com o roteiro do filme desde o início, contribuindo com falas e adicionando polimento. Devido ao longo desenvolvimento, várias falas de vários roteiros escritos por Wright e Bacall foram usadas nos quadrinhos posteriores de Scott Pilgrim. O segundo rascunho do roteiro, que O'Malley disse "tornar-se o rascunho principal do filme", foi enviado à meia-noite da noite em que a greve dos roteiristas começou, em outubro de 2007. Nenhum material de Scott Pilgrim's Finest Hour, o sexto volume de Scott Pilgrim, apareceu no filme, já que a história em quadrinhos não estava completa no momento da produção do filme; O'Malley contribuiu com sugestões para o final do filme e deu aos produtores suas notas para o sexto volume, mas afirmou que o final do filme era "o final deles". Algumas ideias para o final do filme foram cortadas antes da produção, incluindo que Scott se tornaria um assassino em série que fantasiava os aspectos de jogos e que Gideon se transformaria em um robô estilo Transformers.
A escolha dos personagens principais começou em junho de 2008. As filmagens de teste começaram em julho de 2008, com Wright dizendo que houve um ano de preparação antes do início das filmagens. Ele também parou de trabalhar em seu roteiro para Homem-Formiga por dois anos durante a produção de Scott Pilgrim vs. the World. Em 2009, o elenco foi concluído e o filme foi intitulado Scott Pilgrim vs. the World. O elenco passou dois meses em treinamento de luta juntos antes das filmagens, com Brad Allan e Peng Zhang do Jackie Chan Stunt Team; Michael Cera disse que "levou um chute na garganta durante o treinamento" e "esperava que fosse doloroso, mas não doeu nada, o que foi realmente confuso". A fotografia principal começou em março de 2009 em Toronto, e terminou conforme programado em agosto.
No final original do filme, escrito antes do lançamento do livro final de Scott Pilgrim, Scott volta com Knives. O'Malley se opôs ao primeiro final porque sentiu que diluiria o personagem de Knives. Após o lançamento do último livro da série, no qual Scott e Ramona voltam a ficar juntos, e com a reação dividida do público ao final original do filme, um novo final foi filmado para combinar com os livros, com Scott e Ramona ficando juntos novamente. O'Malley ajudou a escrever o novo final e Wright ligou para a atriz de Knives, Ellen Wong, de antemão, pensando que ela poderia ficar desapontada com a mudança, mas descobrindo que gostou da ideia. Essa cena final foi filmada três meses antes do lançamento do filme; Wright diz que é seu "final preferido". O filme recebeu um orçamento de produção de 85-90. milhões de dólares, valor compensado por abatimentos fiscais que resultaram em um custo final de cerca de 60 milhões. Universal pagou 60 milhões do orçamento pré-rebate. A faixa de comentários de O'Malley foi gravada em 14 de agosto de 2010, um dia após o lançamento do filme nos cinemas.

### Locação
Um dos produtores, Miles Dale, disse que o filme é "o maior já ambientado em Toronto". O filme apresenta locações notáveis em Toronto, como a Casa Loma, a St. Michael's College School, a Sonic Boom, a Biblioteca Pública de Toronto, a Wychwood Library, um prédio da Goodwill em St. Clair West, um Second Cup, um Pizza Pizza, Lee's Palace e o Artscape Wychwood Barns. A produção planejou ambientar o filme em Toronto porque, nas palavras de Dale, "os livros são superespecíficos em seus detalhes locais" e o diretor Wright queria usar as imagens dos livros, então a Universal Studios não tinham planos de alterar o cenário. Dale afirmou que "Bathurst Street é praticamente o córtex cerebral de Scott Pilgrim". David Fleischer, do Torontoist, escreveu que, embora os filmes ambientados na cidade de Nova Iorque mostrem todos os principais marcos, "Scott Pilgrim se deleita com a simplicidade" de locais cotidianos que ainda são identificáveis como Toronto, como o cruzamento de Bathurst/Bloor e um único restaurante Pizza Pizza.
O diretor Wright, que morou na cidade por um ano antes de fazer o filme, disse que "como um cineasta britânico fazendo [seu] primeiro filme fora do Reino Unido, não gostaria que ninguém lhe desse deméritos por retratar a localização de forma errada", aderindo à verdadeira Toronto e "filmando até mesmo nas locações mais banais" nos quadrinhos. Wright disse que a primeira coisa que fez quando chegou a Toronto foi visitar todas as locações com O'Malley, dizendo que isso lhe deu uma "espécie de toque nas locações reais [que] fizeram tudo parecer certo", embora O'Malley não conseguisse se lembrar dos pontos exatos de alguns e então eles dirigiram usando suas fotos de referência em quadrinhos para encontrá-los. A produção foi autorizada a filmar nas locações Second Cup e Pizza Pizza, com Wright dizendo que usá-los em vez da Starbucks "simplesmente parecia certo" porque "significa algo para o público canadense e as pessoas no público internacional apenas pensariam que eles inventaram [a Pizza Pizza]. Parece uma marca de filme fofa".
Wright disse que se orgulhava de ter conseguido gravar o mural original do Lee's Palace antes de ser retirado; também mandou reconstruir o antigo bar em um cenário para cenas de interior, o que foi recebido positivamente na visita das bandas consultoras do filme. Wright sugeriu que "eles queriam que fosse preservado como uma peça de museu". Outra reconstrução foi o clube Rock It, que não existia mais, com o interior construído em um palco sonoro. A loja Sonic Boom foi alterada de como aparecia nos quadrinhos, mas permitiu que seu interior fosse restaurado ao visual anterior para as filmagens. Os planos de fundo também foram alterados para o filme: muitas paisagens foram simplificadas na pós-produção para emular o estilo de desenho dos quadrinhos, incluindo a remoção de muitas árvores das cenas filmadas em Hillcrest Park e Turner Road.
A Casa Loma serviu como set de filmagem para muitas produções diferentes e, portanto, aparecer em Scott Pilgrim vs. the World como sendo um set de filmagem foi descrito como "muito alucinante". A cena na Casa Loma também mostra a Torre CN e a Baldwin Steps, com Don McKellar (que interpretou o diretor na cena) relatando que "as pessoas estavam enlouquecendo" na noite de estreia em Toronto quando apareceu. A luta de Casa Loma está na história em quadrinhos original, mas o momento em que Scott Pilgrim é empurrado através de uma paisagem urbana genérica de pintura fosca para revelar a Torre CN foi adicionado apenas para o filme. Em seu capítulo, "Scott Pilgrim Gets It Together": The Cultural Crossovers of Bryan Lee O'Malley', Mark Berninger chama essa revelação de "uma referência irônica ao local específico do filme" e diz que está "inteiramente de acordo com o uso de comentário metaficcional de O'Malley para enfatizar o hibridismo transnacional precisamente destacando a identidade canadense".

### Escolha de elenco
Wright também tem um olho incrível para o elenco, enchendo seu filme com pessoas que poderiam, e muitos seriam em breve, super-heróis. Para lhe dar uma ideia de quão apropriadamente super-heróico esse grupo é, o elenco inclui o Superman, o Capitão América, a Capitã Marvel, o LEGO Robin, o Royal Pain, o Tocha Humana, o Justiceiro e o Atom.

– Helen O'Hara, The Ultimate Superhero Movie Guide (2020) pp.74–75
A escolha de elenco ocorreu entre 2008 e 2010, envolvendo o diretor Wright e os diretores de elenco Jennifer Euston, Allison Jones e Robin D. Cook. Cera foi escolhido em março de 2008 e Winstead em maio. No final de 2008, Whitman, Wong e Kendrick foram escalados; em janeiro de 2009, Routh, Evans e Larson foram anunciados juntos, com Webber, Pill, Simmons e Bhabha adicionados na mesma época. O elenco de extras em Toronto começou em fevereiro de 2009. Embora baseado em uma história em quadrinhos sobre um músico, especialistas e críticos consideram o filme uma adaptação de quadrinhos e um filme de super-herói, e nos anos após seu lançamento comentaristas observaram que o filme apresenta um elenco de estrelas dos maiores atores de histórias em quadrinhos e filmes de super-heróis, com Noah Dominguez da CBR dizendo que "Scott Pilgrim vs. the World pode ter os melhores atores de filmes baseados em quadrinhos de sempre". Patrick O'Donnell, da NME, escreveu que "atores notáveis [tendo estrelado] em adaptações de histórias em quadrinhos antes e depois de seus papéis em Scott Pilgrim [injeta] uma meta qualidade no estilo já destruidor de gênero do filme".
O diretor Wright se sentiu confiante com seu elenco no filme, dizendo que "como com Hot Fuzz [quando eles] tinham ótimas pessoas em cada pequena parte, é o mesmo com isso. O que é ótimo nisso é que há pessoas [como] Michael [Cera] e Jason [Schwartzman], e [...] pessoas que estão surgindo, como Anna Kendrick, Aubrey Plaza e Brie Larson, e então há completos desconhecidos também". O Collider observou que os atores menos conhecidos se encaixam bem em seus papéis, com Wright confirmando que eles não tiveram muita pressão para encontrar muitos grandes nomes, acrescentando que "a Universal nunca realmente deu [a ele] quaisquer problemas sobre escalar pessoas mais conhecidas, porque de certa forma Michael [Cera] estrelou em dois filmes de mais de 100 milhões de dólares, e também muitas outras pessoas, embora não sejam os maiores nomes, o público certamente sabe quem são". Ele também observou que, embora alguns dos atores fossem mais famosos quando fizeram o teste, como Schwartzman e Evans, outros se tornaram mais conhecidos ao longo do tempo em que o filme estava em desenvolvimento, dizendo que "Anna Kendrick fez seu primeiro teste antes de gravar Crepúsculo. E Aubrey Plaza conseguiu o papel em Scott Pilgrim antes de fazer Funny People ou Parks and Recreation, o que é uma loucura. Isso mostra quanto tempo esse filme levou para ser feito".
As decisões de elenco foram todas tomadas por O'Malley durante uma sessão de elenco com Wright; O'Malley não estava na sala, mas viu todas as fitas. Wright disse que planejava escalar Cera enquanto ele estava escrevendo Hot Fuzz, depois de assistir episódios de Arrested Development, também dizendo que precisava de um ator que "o público ainda seguirá mesmo quando o personagem estiver sendo um pouco um burro". Cera disse que estava igualmente animado para trabalhar com Wright, "porque era um grande fã dele". Ele se comprometeu a treinar para cenas de luta por um ano em preparação, ganhando o apelido no set de "rei das flexões" por conta do quanto treinou. Wright explicou que, embora Cera seja um músico talentoso, eles não estavam particularmente procurando por pessoas que já tocassem instrumentos, já que os membros do elenco poderiam aprender posteriormente para o filme. Como Cera, Wright já tinha em mente Mary Elizabeth Winstead como sua escolha para Ramona Flowers, pensando nela para o papel dois anos antes do início das filmagens porque "ela tem uma disposição muito ensolarada como pessoa, então foi interessante fazê-la interpretar uma versão de si mesma que estava quebrada por dentro. Ela é ótima no filme porque causa muito caos, mas permanece incrivelmente fundamentada". Em 2020, Wright e Winstead comentaram que ele a escolheu após assistir a Death Proof e porque ela tinha olhos grandes similares aos do romance gráfico. Wright disse que a Universal sugeriu Seth Rogen para o papel de Scott, já que seu filme recente Knocked Up foi um sucesso, mas Wright não conseguiu ver ninguém além de Cera no papel.
Ellen Wong, uma atriz pouco conhecida de Toronto, fez o teste para o papel de Knives Chau três vezes. Em sua segunda audição, Wright descobriu que Wong tem faixa verde em taekwondo, e disse que ficou intrigado com essa "jovem de rosto doce sendo uma durona secretamente". Na retrospectiva de 2020 da Entertainment Weekly, Wong disse que não achava que seria sequer considerada para o papel por ser asiática, enquanto Chris Evans disse que foi abordado por Wright sobre um papel no filme e sentiu que "a resposta era óbvia, [porque ele] era um grande fã" do diretor, assumindo o papel de Lucas Lee. Outros atores considerados para Lucas foram Sebastian Stan (futuro colega do Universo Cinematográfico Marvel de Evans) e Robert Pattinson, de Crepúsculo. Os atores que interpretam os dublês de Lucas são os dublês reais de Evans. Aubrey Plaza, que tem um papel coadjuvante como Julie Powers, disse que "há um monte de pessoas estranhas e perfeitamente escaladas", citando Michael Cera e Alison Pill como particularmente combinando com seus personagens. Outros candidatos para o papel de Kim foram Betty Gilpin, Zoe Kazan e Rooney Mara. Assim como Plaza, outros membros do elenco e da equipe expressaram sentimentos semelhantes: Kieran Culkin explicou que recebeu um roteiro para um teste sem o nome do personagem, mas quando viu a descrição de Wallace, soube que o papel era para ele, e Wright disse que a audição de Brie Larson, então com 18 anos, "surpreendeu todo mundo", acrescentando: "[o produtor executivo] Jared [LeBoff] e eu dissemos depois: 'Temos que escalá-la'".
Wright diz que uma coisa que o deixa particularmente feliz é que este filme, ao contrário de muitas comédias, incluindo a sua, tem "muitas mulheres engraçadas", lembrando uma cena particular que ele apelidou de "a corrida de revezamento engraçada", porque "começa com Anna Kendrick, depois muda para Aubrey Plaza, depois muda para Mary [Elizabeth Winstead], depois muda para Brie Larson, e é apenas Michael [Cera] sendo atacado por todos os lados por todas as diferentes mulheres do filme". Em junho de 2013, O'Malley, que é descendente de coreanos e canadenses brancos, afirmou que lamentava o fato de o elenco do filme ser predominantemente branco e de não haver papéis suficientes para as minorias.

### Música
O filme não é apenas fisicamente ambientado em Toronto, mas também, de acordo com Allan Weiss, culturalmente e temporalmente localizado dentro dos "bairros Annex e Wychwood durante a era David Miller", a hora e o local de uma cena musical muito específica que o filme "incorpora [...] não apenas por meio da banda fictícia de Scott, mas também pelo aparecimento de clubes como o agora extinto Rockit [e] a trilha sonora de indie rock"; Weiss afirma que o filme "marca a mitificação da cena local de Annex, a transformação do indie rock de Toronto [...] em matéria de aventura", já que "quase todos os grandes eventos [...] são conectados de alguma forma com essa cena musical".
A trilha sonora apresenta contribuições do produtor Nigel Godrich, de Beck, de Metric, de Broken Social Scene, de Cornelius, de Dan the Automator, de Kid Koala e de David Campbell. O'Malley criou playlists para cada um dos quadrinhos, apresentando Wright a outras bandas canadenses durante o desenvolvimento. Com base nisso, Wright disse que a produção "tentou [...] encontrar uma banda real para cada uma das bandas fictícias, porque geralmente em filmes musicais você tem um compositor que faz tudo". Wright e Godrich se reuniram e procuraram bandas para escrever para o filme por dois anos. Godrich compôs a trilha do filme, a primeira de sua carreira. Antes de se envolver com o filme, os primeiros roteiros diziam que "você nunca ouviu as bandas [...] Você ouvia a introdução, e então cortava para a próxima cena, e alguém dizia, 'Oh meu Deus, essa é a melhor música de todas'. Isso foi uma piada recorrente", de acordo com Wright.
Webber, Pill e Simmons, como membros do Sex Bob-omb, todos tiveram que aprender a tocar seus respectivos instrumentos e passaram um tempo ensaiando como uma banda com Cera (que já tocava baixo) antes do início das filmagens. Chris Murphy, da banda Sloan, foi o professor de guitarra para os atores. Eles também cantam na trilha sonora. Beck escreveu e compôs a música tocada por Sex Bob-omb. As canções levaram dois dias para serem escritas e gravadas, com Beck dizendo que "precisava ser repensado, [...] elas tinham que ser engraçadas, mas [ele] também queria que soassem cruas, como demos". Brian LeBarton toca bateria e baixo para a banda na trilha sonora do filme. Duas músicas inéditas também podem ser ouvidas no teaser trailer.
Brendan Canning e Kevin Drew, do Broken Social Scene, escreveram todas as canções para Crash and the Boys. As faixas foram cantadas por Erik Knudsen, que interpreta Crash no filme. Drew afirmou que a razão por trás disso era que "[ele] sabia que [Knudsen] não precisava ser um cantor para fazer [isso]" porque as canções eram "tão curtas, punk e rápidas" e "precisavam ser a voz do personagem".
A banda canadense Metric serviu de inspiração para a fictícia The Clash at Demonhead e contribuiu com a canção "Black Sheep" para o filme, a pedido de Godrich. As roupas, performance e estilo da vocalista do Metric, Emily Haines, também são a base para a personagem Envy Adams. Brie Larson, que interpreta Envy Adams, disse que "não tinha ideia de que [seu] corpo poderia se mover dessa maneira" ao falar na estreia no Reino Unido sobre sua performance da música no palco. A jornalista musical Janelle Sheetz escreveu que "o desempenho de Larson é semelhante o suficiente ao [de Haines], mas com uma atitude apropriada para [Envy Adams]". O estilo visual de Envy Adams também influenciou os quadrinhos: a última história em quadrinhos estava em desenvolvimento enquanto o filme estava sendo feito, e O'Malley disse que, embora ele "tentasse se distanciar [das interpretações dos atores]", também "deu a Envy Adams uma das roupas reais de Brie Larson" nos quadrinhos.
Larson como Envy Adams fornece os vocais para "Black Sheep" no filme, enquanto a trilha sonora apresenta uma versão da música com Haines como vocalista principal, a pedido da banda; Larson era uma cantora profissional e cantou em alguns de seus outros filmes. Metric tocava a música em seus shows desde 2007, mas não a havia lançado oficialmente. Todd Martens, do Los Angeles Times, disse que "Envy é uma caricatura de Haines" e também, de acordo com Haines, que "'Black Sheep' é essencialmente uma caricatura de Metric", como uma música emulando seus aspectos mais distintos. Godrich concordou e acrescentou que "foi perfeito para este filme [porque] não é Metric. É uma sombra de Metric". Routh, que interpreta o baixista Todd Ingram, disse que "pode tocar ["Black Sheep"] muito bem", mas o filme não usou seu instrumental, apenas os vocais de Larson sobre o instrumental do Metric, que regravou a faixa para torná-la mais sinistra. Routh passou "três ou quatro meses" aprendendo a tocar baixo para o filme.
A canção interpretada por Matthew Patel foi escrita por Dan the Automator e interpretada por Satya Bhabha. Bhabha disse que eles "[gravaram] no Capitol Records Studio 2, que é onde Frank Sinatra gravou muitas de suas coisas. E tinha o piano de Ray Charles na sala", explicando que a história musical o ajudou a finalizar a gravação.
Wright disse que as mudanças tonais do filme de acordo com a representação das diferentes partes do livro, e para suas cenas de luta, foram tratadas como um filme musical, dizendo:

Achamos que deveria soar como um musical de uma forma que as lutas não fossem diferentes das músicas. Sempre pensei que havia muitos filmes de artes marciais que pareciam musicais, então queríamos levar isso adiante. Sabe, em um filme do Gene Kelly quando ele faz uma coreografia incrível, no final da cena ninguém diz, 'Oh meu Deus, isso foi incrível pra caralho!' A música é sobre algo, e então pode haver algum diálogo no final que também seja sobre esse tema. E é assim que funciona quando as pessoas têm essas brigas enormes – e é como acontece nos livros – onde tudo volta ao normal, e há uma pequena reação ao que acabou de acontecer, mas não há nenhum tipo de luto pelo morto.
Ele também disse que alguns videoclipes foram feitos para canções, incluindo algumas de Sex Bob-omb e a única do The Clash at Demonhead, filmando a música inteira, embora não fossem usadas de forma completa no filme; ele disse que as achava tão boas que queria que todas fossem gravadas para registro. O lançamento doméstico do Blu-ray inclui recursos especiais, com videoclipes das apresentações completas de "Garbage Truck", "Threshold" e "Summertime" de Sex Bob-omb e "Black Sheep" de The Clash at Demonhead. O videoclipe de "Black Sheep" também foi incluído como um recurso bônus com a pré-encomenda da trilha sonora no iTunes.
A trilha da série de jogos eletrônicos The Legend of Zelda foi utilizada para abrir o filme, com efeitos sonoros, e em uma sequência de sonho. Para obter permissão para usar a música, Edgar Wright enviou um trecho do filme e escreveu uma carta para a Nintendo of America que descrevia a música "como canção de ninar para uma geração". Existem outros efeitos sonoros e clipes de outros jogos no filme. Zeitlin Wu escreve que os elementos de jogos são levados ao limite pela inclusão de tais efeitos sonoros.

### Efeitos visuais
O filme é descrito como tendo uma "aparência inimitável" de iconografia de mangá e jogo eletrônico (particularmente de 16 bits) com cores brilhantes e animação misturados à ação live-action; O supervisor de efeitos visuais Frazer Churchill descreveu o visual como "difícil" de alcançar, chamando o estilo e o apelo do filme de "imagens de alta tecnologia com uma sensação de baixa fidelidade". Churchill foi entrevistado pela MTV em agosto de 2010 sobre os efeitos do filme. Ele notou que parte do trabalho era mais complexo por causa de uma ética de filmagem de Wright: que deveria haver uma representação física de quaisquer efeitos de pós-produção, dizendo que "sempre que a imagem pisca nas tomadas finalizadas – cada soco, golpe de espada ou alguma coisa – na verdade eram flashes de fotos no set [...] e então [eles] adicionam [...] flash com CG. Quando alguém morre e explode em moedas, [eles] esvaziavam baldes de prata Mylar para que os atores tivessem algo a que reagir".
Churchill descreveu a primeira luta (Scott vs. Matthew Patel) como "a mais desafiadora". Ele diz que isso ocorreu por causa dos elementos técnicos envolvidos, como a dança de Bollywood gerada por computador e exigindo trabalho em tela azul, pintura fosca e muitas acrobacias. A cena também incorpora o efeito de fundo de rolagem de jogos eletrônicos, que foi filmado por uma segunda unidade durante um dia inteiro. Churchill acrescentou que um momento em particular exigiu muito trabalho: "Quando Scott salta do palco para aquele vórtice de estilo mangá, isso é feito com fotografia cinematográfica no set, fotografia digital estática e gráficos e linhas de velocidade desenhadas à mão do que [Oscar Wright] nos deu". O artista de storyboard Oscar Wright (também irmão do diretor Edgar) observou que a introdução de Patel foi usada "para transmitir o tipo de energia que [eles] queriam e explorar como introduziriam os elementos gráficos 2D".
A terceira luta (Scott vs. Todd Ingram) teve que ser adaptada do material cômico de forma mais criativa, já que os superpoderes de Todd são mostrados impressos por anéis, que foram tratados pela equipe de efeitos visuais. Churchill explica que se inspiraram no antigo logotipo da RKO Pictures de uma torre transmissora. Para imitar isso, "fizeram os anéis parecerem irregulares e tinham essas aberrações ópticas com rajadas de cores". Nesta luta, Scott também leva um soco através de várias paredes, o que foi conseguido com configurações de câmera. O movimento para longe de Todd é mostrado em tomadas de câmera estreitas e amplas, com Cera sendo puxado em uma plataforma na sala. A imagem de Cera foi então mesclada com um Scott digital e um dublê, que atravessam paredes.
O poder de invisibilidade usado por Roxy no filme foi alcançado utilizando uma tela azul, com a atriz Whitman sendo apagada digitalmente, mas havia fumaça branca e flashes usados no set para marcar as aparições. A fumaça preta foi adicionada digitalmente, enquanto os reflexos das lentes foram feitos manualmente "apenas piscando luzes diferentes para a câmera" por um dia para criar o material. Roxy aparece na quarta luta, na qual usa uma arma branca. Churchill diz que Whitman aprendeu a dançar com fita e usou uma fita rosa na coreografia, que foi substituída digitalmente pela arma.
Um novo software foi escrito para produzir elementos da quinta luta (Scott vs. os gêmeos Katayanagi); Andrew Whitehurst desenvolveu o que Churchill chamou de "Wave Form Generator", e a equipe de efeitos visuais trabalhou com o produtor musical Godrich para que pudessem transformar diferentes elementos da música em animações e criar música visualmente. Churchill explicou que "o software converteria essas hastes de som em dados de animação, então quando a banda está tocando, os gráficos e os dragões estão se movendo no ritmo da música". Essa luta foi desenhada por Oscar Wright sem qualquer referência original, já que o filme foi feito antes da publicação do próximo volume. Os 'demônios de áudio', lutando contra monstros movidos pela música do filme, foram criados no set por Churchill usando balões meteorológicos.
Para a luta clímax contra Gideon, uma torre piramidal parecida com uma de Super Mario Bros. foi filmada por uma semana, com Churchill dizendo que muitas vezes ficava quente devido aos efeitos de luz usados, incluindo os flashes e luzes vermelhas para representar o fogo espada de Scott. A cena também usou tela azul e muitos dublês. Oscar fez o storyboard de toda a sequência, exceto pela falha de Gideon no final, que Edgar pensou durante a edição e foi criada inteiramente na pós-produção. Ele também notou que a cena de luta na torre foi a peça mais lenta que ele já havia filmado, dizendo: "Então, estávamos ansiosos nesse ritmo incrível. E então havia essa cena final em uma pirâmide. De repente, diminuímos a velocidade para fazer dez tomadas por dia, o que é muito lento para mim. Sentei-me no topo dessa pirâmide, olhando para baixo, para essas enormes plataformas sendo manobradas e pensei: '[De quem] foi essa ideia?' E foi minha!"
Antes de dirigir cenas de luta com efeitos visuais, Wright consultou amigos diretores com mais experiência, incluindo Quentin Tarantino, Guillermo del Toro e Sam Raimi.

### Sequência de abertura
A sequência de abertura foi desenhada por Richard Kenworthy da Shynola, inspirada em animação direta. Ela também começa com uma versão em 8 bits do logo e da trilha da Universal, que o Art of the Title considera o "amuse-bouche" do filme e que foi projetada por Oscar.
Oscar diz que a ideia do logotipo da Universal em 8 bits foi uma decisão inicial na produção e que ele a tratou "como um FMV de baixa resolução e baixa taxa de quadros que você pode encontrar na abertura de alguns desses jogos" desde o princípio. A criação do logo envolveu a separação das letras de "Universal" e fazê-las parecer pixeladas, usando um gráfico de globo giratório correspondente dos animadores de filme VooDooDog e reduzindo a taxa de quadros para quatro segundos (em vez de um) para que aparecesse "escalonado"; uma versão em 8 bits da música que acompanha também foi adicionada, que Oscar disse "realmente sela o negócio".
Edgar teve a ideia para a sequência depois de exibir uma versão inicial do projeto para Tarantino, que disse a ele que o filme "precisava de uma sequência de abertura no início para permitir que as pessoas se acomodassem e insinuassem mais sobre o que estávamos prestes a ver". A sequência de abertura original tinha o título do filme mostrado sobre a longa cena da banda na sala que vem antes da sequência do título, que Edgar Wright disse ter sido uma das primeiras cenas a ter um storyboard, deixando os créditos do elenco no encerramento do filme. Depois de uma maquete inicial da sequência do título no AVID, eles abordaram Shynola para criá-la, já que os artistas gráficos do filme (Oscar e Double Negative) estavam muito ocupados com os outros efeitos neste ponto da produção e Edgar estava familiarizado com seu trabalho.
O animatic AVID, uma animação de esboço em preto e branco com gráficos em forma de onda, foi descrito por Edgar como já "dando ao filme mais um senso de ocasião e uma pausa muito distinta entre o prólogo e a primeira cena que leva a história adiante". Nesta fase, eles também escolheram a "trilha sonora mais alta" de Beck para tocar na sequência do título.
Kenworthy falou de suas referências para o design:
Você não pode estudar animação e não ser versado em Len Lye, Oskar Fischinger, Stan Brakhage e Norman McLaren. Voltamos e assistimos novamente esses filmes e eles ainda estavam cheios de vida. Ficamos entusiasmados em projetar imagens tão vívidas na tela grande, diante de um público que provavelmente nunca tinha experimentado aquele trabalho.
Shynola também recebeu uma seleção de referências de Edgar, que descreveu o resumo como " 2001 encontra Sesame Street" e mostrou a eles a sequência do título de Faster, Pussycat! Kill! Kill!, que usava trilhas óticas desenhadas. Tal como acontece com a animação tradicional desenhada em filmes, Kenworthy traçou e pintou as imagens. Wright também forneceu referências musicais, dizendo que eles "queriam visualizar a música e ter todos os gráficos, símbolos e imagens subliminares no tempo com a música – uma enxurrada hipnótica de cor, luz e música. A ideia era fazer com que a animação fosse uma manifestação de como a música é legal na cabeça de Knives. É por isso que [eles] terminam a sequência enquanto ela assiste, os títulos são como se o cérebro dela estivesse explodindo com o quão legal a faixa é".
O resumo também pedia que a sequência de abertura não usasse nenhuma arte cômica, para não estragar o filme, então Kenworthy lançou "uma luta visual epiléptica de 8 bits" e criou uma prancha de temperamento usando padrões geométricos e efeitos visuais de mangá; Edgar solicitou que deveria ter referências menos evidentes a jogos eletrônicos. Shynola então trabalhou com o conceito de música, Kenworthy dizendo que eles "conseguiram fazer uma representação visual de [Sex Bob-omb] ligeiramente amador, cru, som de garagem. Algo que tinha a sensação de uma performance ao vivo. Um filme de rascunho animado, colorido e direto parecia um ajuste perfeito". Trabalhando mais com Edgar, escolheram ter uma representação visual de cada personagem e riscar o número apropriado de marcas 'X' para o atores que interpretaram cada um dos ex-namorados do mal.
Quando o filme estava quase pronto, Shynola teve um curto período de tempo para terminar a sequência do título, então eles trabalharam em sincronizar a sequência e a música digitalmente no início, visualizando os ajustes finais antes de riscar em folhas de filme de acetato. De cada folha de acetato foi produzido um segundo de filmagem. Kenworthy disse que depois de produzir as imagens, eles iriam "chutar deliberadamente [cada folha] um pouco pelo chão para pegar muita sujeira, arranhões e cabelos".
A impressão da sequência envolvia colocar cada folha em um scanner negativo de alta resolução e cortá-la em quadros individuais antes de imprimir em 35 mm. Também houve dificuldade com a impressão em cores, sendo a maioria das cores que desejavam usar "ilegais". Durante o processo de impressão, Kenworthy adicionou partes de um filme rascunho que havia feito na faculdade, que havia sido usado na digitalização para verificar a precisão das cores.
A ComicsAlliance chama a sequência do título de "apenas a primeira de uma série memorável de combinações perfeitas de gráficos, filmes e animações que traduzem lindamente o espírito das histórias em quadrinhos de Bryan Lee O'Malley para a tela". A Art of the Title descreve a sequência como "napalm visual", com o Bleeding Cool dizendo que é "muito maravilhoso". Jade Budowski, do Decider, escreve que "com sua cena introdutória rápida e a vibrante sequência animada do título, [o filme] não perde tempo em sugar você para [seu] mundo".

### Easter eggs
O filme inclui diversos easter eggs alusivos aos quadrinhos ou para foreshadowing. Fleischer observou que, embora a história em quadrinhos e o filme tenham o apartamento de Scott e Wallace na 65A Albert Avenue (filmado na 65 Alberta Avenue), há uma referência ao antigo apartamento de O'Malley na 27 Alberta Avenue como o endereço no recibo de entrega da Amazon que Scott assina. Fleischer também aponta o 'L' piscando em uma placa do Flight Center na Manning Avenue, que ele escreve ser um aviso de que uma luta está prestes a acontecer. Wright disse, antes do lançamento do filme, que uma camiseta da Plumtree, a banda que originou o nome 'Scott Pilgrim', apareceria na obra. Outras camisetas que Scott usa incluem uma dos The Smashing Pumpkins, uma banda que compartilha suas iniciais; um com o logotipo do baixo da série de jogos Rock Band; e outro que faz referência ao Quarteto Fantástico, que usa após derrotar Lucas, interpretado por Evans, que na época era mais conhecido por seu papel como o Tocha Humana nos filmes do Quarteto Fantástico. A troca de camisetas de Scott geralmente combina com a mudança de cor do cabelo de Ramona ao longo do filme.
Há também referências a outras mídias, particularmente jogos e quadrinhos, com James Hunt, do Den of Geek, compilando uma lista de várias, incluindo o patch dos X-Men visto quando Scott o rasga de seu casaco; a Triforce de Legend of Zelda representada pelas iniciais de Gideon no filme e na sequência de abertura e o Nega-Scott inspirado em Dark Link; a banda de Envy recebeu o nome em homenagem tanto ao jogo The Clash at Demonhead (1990) como à banda The Clash; Kim se vestindo no estilo gótico lolita japonês para a batalha final como uma questão de humor; a cena que foi filmada, executada e editada inteiramente como um episódio de Seinfeld; e usando a frase "este é um jogo da liga" de O Grande Lebowski. O site /Film observa que o vidro quebrado caindo em câmera lenta e refletindo Ramona e Roxy enquanto lutam se assemelha à tela de seleção de personagens de Street Fighter, e que o trabalho forçado do Sex Bob-omb no Chaos Theatre é uma referência a EarthBound.
Como The Clash at Demonhead, os nomes de outras bandas fazem referência a jogos: Sex Bob-omb para os Bob-ombs nos jogos da franquia Mario, e Crash and the Boys para um jogo chamado Crash 'n' the Boys: Street Challenge. De acordo com a atriz Larson, The Clash at Demonhead foi o primeiro jogo que o autor de quadrinhos O'Malley teve.
Scott tocando a linha de baixo do que ele chama de "Final Fantasy II" também é considerado um easter egg; ele toca a linha de baixo do jogo Final Fantasy IV, mas este jogo foi lançado como Final Fantasy II fora do Japão na década de 1990 porque a segunda e a terceira parte não haviam sido lançadas internacionalmente na época.
Em sua discussão de adaptação, Zeitlin Wu observa que na história em quadrinhos, a quarta luta (Scott vs. Roxy Richter) foi uma recriação quadro a quadro da introdução de Ninja Gaiden e, no filme, esse mesmo remake quadro a quadro é usado como a introdução da luta final contra Gideon.

## Lançamento
Um painel Scott Pilgrim vs. the World foi apresentado no Hall H da San Diego Comic-Con International em 22 de julho de 2010; após o painel, Wright convidou membros selecionados do público para uma exibição do filme, que foi seguida por uma apresentação de "Black Sheep", do Metric. Três dos membros do elenco, Evans, Simmons e Larson, estavam ausentes; Os colaboradores frequentes de Edgar, Simon Pegg e Nick Frost, fizeram breves aparições, com Wright brincando sobre eles não estarem neste filme. A Comic-Con de 2010 foi a primeira vez que usou cartazes gigantes em hotéis para anunciar, que podiam ser vistos a partir de aviões; o evento Scott Pilgrim vs. Comic-Con contou com a participação do Hilton Bayfront. Fora do salão de convenções também havia uma feira 'Scott Pilgrim Experience', que incluía mercadorias e bastante pão de alho grátis. Winstead refletiu que "na Comic-Con parecia que era o maior filme de todos os tempos".
O filme foi exibido no Fantasia Festival, em Montreal, 27 de julho de 2010, e também foi apresentado no Movie-Con III, em Londres, 15 de agosto de 2010. Em seguida, estreou em Toronto, no Canadá, em 13 de agosto de 2010. Plumtree, que havia se separado anos antes, voltou a se reunir para um show no evento.
O filme teve um grande lançamento na América do Norte em 13 de agosto de 2010, estreando em 2818 cinemas. Ele terminou em quinto lugar em seu primeiro fim de semana com um total de 10,5 milhões de dólares, e em seu segundo fim de semana caiu para o último lugar entre os dez primeiros. O Wall Street Journal descreveu isso como "decepcionante", e Ben Fritz, do Los Angeles Times, disse que o filme parecia ser uma "grande decepção financeira". A Universal reconheceu sua decepção com os ganhos do fim de semana de estreia, dizendo que "estava ciente dos desafios de ampliar este filme para um público mainstream"; independentemente disso, o porta-voz do estúdio disse que a Universal estava "orgulhosa deste filme e de nosso relacionamento com o visionário e criativo cineasta Edgar Wright [...] [Wright] criou um filme verdadeiramente único que é tanto um envelope quanto uma dobra de gênero e, quando examinado no futuro, será identificado como uma peça importante do cinema".
No Reino Unido, o filme estreou em Leicester Square (o Odeon) em 19 de agosto de 2010, antes de estrear em 25 de agosto em 408 cinemas, terminando em segundo lugar no fim de semana de estreia com 1,6 milhão de libras. Na Itália, teve exibições noturnas nos cinemas por uma semana antes de ser transferido para os horários da tarde; um estudioso sugeriu que o "plano de marketing falho" que o viu enquadrado como um filme infantil foi o motivo de seu fraco desempenho nas bilheterias. No Japão, o filme estreou durante o Yubari International Fantastic Film Festival em 26 de fevereiro de 2011, como uma seleção oficial. Foi lançado para o resto do país em 29 de abril de 2011.
No Brasil, a distribuidora nacional Paramount, responsável pelo filme no país, adiou a estreia de 15 de outubro para o dia 5 de novembro.

### Divulgação
Quando a Universal Pictures iniciou o ciclo de promoção de Scott Pilgrim vs. the World, eles claramente não sabiam para qual direção empurrar. Para ser justo, o filme tem muita coisa acontecendo.

– Nina Corcoran, Stereogum

Falarei por mim e não pelo estúdio. Mas, para mim, ter alguém como Edgar vindo com um projeto como Scott Pilgrim, e saber qual seria sua visão, tanto sonora quanto visualmente, foi superemocionante. É o que deixa um profissional de marketing muito animado – fazer algo original e ousado e, ao que parece, à frente de seu tempo.

– Michael Moses, então co-presidente de marketing da Universal Pictures

Em 25 de março de 2010, o primeiro teaser trailer foi lançado. Um segundo trailer com música de The Ting Tings, LCD Soundsystem, Be Your Own Pet, Cornelius, Blood Red Shoes e The Prodigy foi lançado em 31 de maio de 2010. Em agosto de 2010, um trailer interativo foi lançado, com os espectadores podendo clicar em pontos do vídeo para ver curiosidades da produção. O pôster cinematográfico, observado no livro de Liam Burke, "espelhou a imagem de abertura da história em quadrinhos", como um sinal de suas origens; Burke diz que a campanha de marketing do filme foi "típica da estratégia de envolver os fãs e construir um público central com material promocional que mostra a continuidade dos quadrinhos".
Cera afirmou que sentiu que o filme era "difícil de vender" e que "não sabia como transmitir esse filme em uma campanha de marketing. É algo que as pessoas demoram a descobrir". O marketing deficiente foi responsabilizado pela falta de sucesso de bilheteria do filme, especialmente quando comparado com sua popularidade e recepção crítica positiva.
No MTV Movie Awards de 2010, foi lançado o primeiro clipe do filme, apresentando Scott enfrentando Lucas Lee em batalha. Nesta exibição, Pill revelou que o relacionamento anterior de Kim e Scott seria explorado em outras mídias, dizendo que "haverá alguma coisinha que irá ao ar no Adult Swim". O curta de animação Scott Pilgrim vs. the Animation, produzido pela Titmouse Inc., adapta o prólogo de abertura do segundo livro de Scott Pilgrim e foi ao ar no Adult Swim em 12 de agosto de 2010, um dia antes do lançamento do filme nos cinemas, posteriormente sendo lançado em seu site.

### Mídia doméstica
Scott Pilgrim vs. the World foi lançado em DVD e Blu-ray na América do Norte em 9 de novembro de 2010 e no Reino Unido em 27 de dezembro de 2010.
Os recursos do DVD incluem quatro comentários em áudio (do diretor Wright, do co-roteirista Bacall e do autor O'Malley; de Wright e do diretor de fotografia Pope; de Cera, Schwartzman, Winstead, Wong e Routh; e de Kendrick, Plaza, Culkin e Webber); 21 cenas deletadas, estendidas e alternativas, incluindo o final original (onde Scott termina com Knives), com comentários; erros de gravação; galerias de fotos; e uma faixa de legendas de perguntas e respostas.
O lançamento do Blu-ray inclui todos os recursos do DVD, além de outros recursos especiais, incluindo filmagens alternativas, seis featurettes, blogs de produção, Scott Pilgrim vs. the Animation, trailers e comerciais de TV e storyboard picture-in-picture, bem como um DVD e uma cópia digital do filme. O disco Blu-ray "Ultimate Japan Version" inclui uma faixa de comentários que apresenta Wright e Shinya Arino. Também inclui filmagens da turnê de publicidade de Wright e Cera pelo Japão e uma mesa redonda com o crítico de cinema japonês Tomohiro Machiyama. Foi lançado em 2 de setembro de 2011.
Em sua primeira semana de lançamento nos Estados Unidos, o DVD vendeu 190 217 cópias, ganhando 3,422,004 dólares em receita e, em 2011, o filme arrecadou 27,349,933 dólares com vendas de mídia doméstica nos Estados Unidos; arrecadou mais 29 milhões até 2018. Alcançou o topo das paradas de Blu-ray do Reino Unido em sua primeira semana de lançamento.
Simon Abrams comentou os lançamentos em DVD e Blu-ray, escrevendo que a qualidade da imagem do DVD é boa e "você realmente não seria capaz de perceber que há algo errado" a menos que tivesse visto a versão Blu-ray, que tem qualidade de cinema. Ele acrescenta que "a mixagem de áudio em camadas ricas é, no entanto, tão boa no [DVD] quanto na edição Blu-ray [e] a faixa inglesa surround 5.1 reproduz perfeitamente a maneira como o filme soou quando foi lançado nos cinemas". Abrams observou que alguns dos bônus não são particularmente interessantes, mas que os comentários em áudio em particular eram divertidos e informativos.

### Jogo eletrônico
Um jogo eletrônico foi produzido com base no filme e nos livros. Foi lançado para PlayStation Network em 10 de agosto de 2010 e no Xbox Live Arcade em 25 de agosto, recebendo críticas positivas. Foi publicado pela Ubisoft e desenvolvido por Ubisoft Montreal e Ubisoft Chengdu, com animação de Paul Robertson e música original de Anamanaguchi.

### Décimo aniversário
O filme recebeu ampla cobertura, uma reunião e um relançamento planejado para seu décimo aniversário em 2020. Sarah El-Mahmoud, do CinemaBlend, escreveu que estavam vendo "tanto conteúdo de Scott Pilgrim – deve ser um clássico moderno ou algo assim!", antes de reconhecer seu status melhorado após a bilheteria decepcionante, e Mashable disse que "na última década, Scott Pilgrim desfrutou de admiração e destaque além dos sonhos mais loucos de seus concorrentes de bilheteria". A Entertainment Weekly criou uma cobertura retrospectiva para o aniversário, incluindo entrevistas com várias estrelas e pessoas envolvidas na produção do filme. Wright disse na peça que está "incrivelmente orgulhoso do filme. O fato de você não estar fazendo um artigo de 10.º aniversário sobre Os Mercenários diz tudo".
Em maio de 2020, Wright anunciou planos de reexibir o filme nos cinemas em seu décimo aniversário, algum tempo após a pandemia de COVID-19. O relançamento será em 4K e em parceria com a Dolby Cinema, e havia sido planejado para agosto de 2020, mas foi adiado por tempo indeterminado devido à pandemia. Em agosto de 2020, a Odeon Cinemas revelou que daria ao relançamento um amplo lançamento em todas as suas locações no Reino Unido a partir de 21 de agosto de 2020. O elenco do filme também se reuniu remotamente em maio de 2020 para gravar Scott Pilgrim Vs the World Water Crisis, uma leitura em vídeo do roteiro como uma arrecadação de fundos para a instituição de caridade Water For People. No início do ano, Cera e Pill sugeriram separadamente que uma reunião e relançamento estavam sendo planejados para o aniversário. Screen Rant observou que, uma vez que o filme se tornou muito mais popular após seu lançamento inicial, poderia se tornar um sucesso cinematográfico maior do que em 2010.
O relançamento foi posteriormente remarcado para os cinemas norte-americanos Dolby Cinema para 30 de abril de 2021 e na semana seguinte. Além disso, Wright anunciou que um lançamento em Blu-ray Ultra HD do filme seguiria o relançamento nos cinemas, mas não deu uma data de lançamento estimada.
Nos dias 20 e 21 de maio de 2020 (dependendo do fuso horário), a Academia de Artes e Ciências Cinematográficas organizou uma watch party para o filme. Durante a transmissão ao vivo, Wright fez um comentário com curiosidades sobre o filme e vários membros do elenco, incluindo Evans, Plaza, Whitman, Routh, Larson, Wong e Webber, todos se juntaram a ele em diferentes pontos para adicionar seus próprios. Collider observou que a disponibilidade de grande parte do elenco, convidado a participar pela Academia, pode ter sido possível devido a bloqueios pandêmicos. Alguns espectadores questionaram por que o filme estava sendo exibido pela Academia, já que não havia ganhado um Oscar.
O vídeo Scott Pilgrim Vs the World Water Crisis estreou no EW.com da Entertainment Weekly e no canal do YouTube às 13h. PM EDT em 20 de julho de 2020. A maior parte do elenco principal estava presente; Evans pareceu ler sua parte, mas esteve ausente na maior parte do vídeo, enquanto Larson, Simmons e Culkin não apareceram e suas partes foram lidas por Kendrick, Bhabha e o roteirista Bacall, respectivamente. Ao longo da stream, O'Malley, que também apareceu junto com Wright, desenhou imagens de personagens como prêmios por doações para Water For People. Cera recriou o esboço de Ramona que Scott mostra a Comeau no filme para ser distribuído também.

## Análise
A narrativa transmídia é essencialmente entregar uma narrativa usando uma mistura de diferentes técnicas criativas. Scott Pilgrim vs. the World traz pequenos detalhes irrealistas de sons, imagens e legendas na tela. Isso não funcionaria em qualquer filme, incluindo outras adaptações de quadrinhos. Essas adições são o que torna Scott Pilgrim uma verdadeira adaptação de quadrinhos. Mesmo que você nunca tenha ouvido falar do material original, você poderá sentir as influências dos quadrinhos.

– Meghan Hale, Comic Years
Scott Pilgrim vs. the World tem sido amplamente discutido por invocar uma narrativa transmídia, usando o estilo de romance gráfico e a nomenclatura de jogos eletrônicos e de quadrinhos, dentro do filme. John Bodner explica que "o filme se torna uma adaptação de um texto que é, em muitos aspectos, uma adaptação cultural chamando a atenção para seu próprio material de origem em seu emprego aberto de muitas técnicas derivado da estética das histórias em quadrinhos". Zeitlin Wu escreve como o filme "[presta] homenagem aos quadrinhos, jogos eletrônicos e as sobreposições entre os dois", e observa que seu processo de adaptação é único na forma como fez um filme de quadrinhos que não é realista, mantendo-se fiel à forma original. Em seu capítulo, "Scott Pilgrim's Precious Little Texts: Adaptation, Form, and Transmedia Co-creation", Bodner observa vários elementos que criam o filme como transmídia, descrevendo suas referências à mídia de quadrinhos e jogos.
Bodner, Zeitlin Wu e Burke também observam que Wright, com o filme, tornou-se um dos únicos diretores desde a década de 1960 a usar, nas palavras de Bodner, "a caixa de comentários, marcas (linhas de ação) e onomatopeias como efeitos sonoros" em uma obra fílmica, usando tais técnicas tanto de forma convencional (rotular tempo e lugar) quanto não convencional para a mídia. Burke descreve o uso como "autorreflexivo". Zeitlin Wu diz que "ao contrário do Batman dos anos 1960, o uso de onomatopeia visual em Scott Pilgrim mescla perfeitamente realidade e ilusão, o que parece adequado para um enredo em que os dois são indistinguíveis", usando as palavras dos quadrinhos dentro do filme como parte da história e não ao lado dela.
No uso não convencional, Wright interrompe o realismo e a diegese do filme com marcadores de histórias em quadrinhos. Bodner dá os exemplos de: o "[texto gráfico] 'a b o u t t o e x p l o d e' aparecendo quando Scott, agitado, entra na festa" que "[prefigura] uma luta (não física) com Ramona" como uma forma de rótulo que "externaliza perspectivas subjetivas"; o uso da voz autoral irônica típica de O'Malley aparecendo quando uma caixa de comentários "aparece útil para informar [ao público]" que Todd, depois de aparentemente dizer retoricamente que não sabe o significado de incorrigível, "realmente não sabe" o significado; e o uso de onomatopeias em texto como efeitos sonoros. Zeitlin Wu observa que o filme "é uma das únicas adaptações a incorporar texto de tal forma que transmite a construção híbrida de texto/imagem de quadrinhos em forma cinematográfica, levando sua transmidialidade para o próximo nível" e, finalmente, desestabiliza limites formais.
Com relação à onomatopeia usada, Bodner observa que apenas uma vez esse texto como gráfico realmente substitui um efeito sonoro (o cabelo de Todd murchando, emparelhado com a palavra "SAG"), com aproximadamente 40 outras instâncias tendo som e a onomatopeia representando-o. A função da técnica dos quadrinhos nesses casos é considerada um ato de desnaturalizar a forma do filme e, de acordo com Robert S. Peterson, "atrasar o leitor e criar maior profundidade visual e textura para a cena". Em vez disso, Zeitlin Wu sugere que isso foi feito para incorporar ainda mais a natureza dos quadrinhos na forma de filme, com som e imagem perfeitamente sincronizados, dizendo que "o resultado é uma síntese ilusionista de imagem, texto e som em que as palavras têm sua própria materialidade. Cada fonte parece ter sua própria personalidade e substância; 'DING DONG' se dissolve efemeramente, enquanto as letras em 'BLAM!' rapidamente saem do quadro uma por uma, como uma fileira de dominós". Bodner acrescenta que as marcas usadas no filme ilustram tanto o som quanto a linha dos olhos, coisas que podem ser mostradas no filme sem marcas e, portanto, também são usadas para desnaturalizar as cenas em que aparecem. Burke escreve mais sobre o uso de efeitos sonoros escritos, dizendo que "há áreas em que o som visualizado nos quadrinhos supera a trilha sonora do cinema", conversando com Robert C. Harvey para concordar que "palavra e imagem podem ser combinadas para revelar a bravata alegre do herói, mesmo no meio da ação estrondosa".
Outra técnica que Bodner descreve como dando ao filme sua leitura pós-moderna é como Wright parece alterar a forma do filme para refletir elementos inerentes às sequências de histórias em quadrinhos, especificamente que "[Wright] consistente, mas criteriosamente [cita] o conteúdo do painel ao longo do filme – geralmente [...] usando a ilusão de estase no filme para espelhar a ilusão de movimento nos quadrinhos". Em termos de forma, Bodner escreve que Wright transcodifica a "construção de painéis cômicos" no filme; O próprio Wright disse que "muitas pessoas mencionaram [...] [que assistir ao filme] é como ler uma história em quadrinhos", um sentimento ecoado por Zeitlin Wu. Bodner sugere que isso é criado por técnicas de transição, e que as técnicas que produzem isso são do próprio Wright, construídas a partir de seu trabalho em Shaun of the Dead e Hot Fuzz, acrescentando que elas funcionam "replicando o companheiro [do painel] – a 'coluna'."  Diz-se que Wright recria esse elemento de espaço externo nos quadrinhos na forma de filme, fazendo "cortes que são extremamente rápidos ou que se abrem em tomadas que deslocam a lógica temporal convencional (edição anticontinuidade), ou com cortes que utilizam um efeito de limpeza visível", e usando "blecautes, que funcionam como breves momentos de espaço morto" entre certos quadros.
Discutindo a tradução da história em quadrinhos em sua escrita sobre o processo de adaptação do filme, Zeitlin Wu observa que "muitos storyboards [para o filme] foram retirados diretamente dos quadrinhos", dizendo que um método de superar as diferenças do espaço-tempo e do representativo-ilustrativo na graphic novel e na mídia cinematográfica é combinar o painel do quadrinho e a grade do storyboard. Em Scott Pilgrim vs. the World, ela escreve que as sequências de storyboard do quadrinho "transmitem uma sensação de fragmentação, em vez da ilusão usual de continuidade cinematográfica" e que "o uso mais eficaz dos quadrinhos como storyboard está nas sequências de sonho de Scott, que facilitam seus encontros com Ramona enquanto ela viaja pelo 'subespaço'." Na primeira das sequências do sonho, "Wright mantém a fragmentação do meio dos quadrinhos ao reter as divisões entre os painéis originais: a tela escurece após cada quadro, uma tentativa de imitar a experiência simultaneamente diacrônica e sincrônica de leitura de histórias em quadrinhos". Em outro exemplo de uso de painel de filme, Bodner observa que o quadro estático mostra Scott no computador pedindo um pacote, a próxima tomada é de Wallace, e a próxima de Scott sentado em frente à porta, esperando; Bodner explica que a temporalidade dessas imagens na tela não é naturalista e que elas representam melhor painéis cômicos nos quais a temporalidade pode ser deduzida pelo leitor. Ele acrescenta que, como pastiche, essa cena tem uma dupla função de prenunciar o realismo mágico que permeará a obra.
De maneira similar, há duas cenas ("a primeira batalha das bandas e a disputa com Lucas Lee") em que Wright usa ruído de alto volume para recriar a forma silenciosa das histórias em quadrinhos, já que em um filme o volume abafa qualquer outro som e requer o uso de texto tal qual a forma puramente visual de quadrinhos. Burke também observa o benefício do texto visual quando o som seria "silenciado pelo ruído ambiente" e como (outras) "adaptações de filmes muitas vezes tornam os personagens mais loquazes dos quadrinhos mudos".
Em seu capítulo "Tell It Like a Game: Scott Pilgrim and Performative Media Rivalry", Jeff Thoss escreve sobre as várias pistas transmídia, dizendo que "o filme tenta superar a série de quadrinhos em sua emulação de recursos de jogos eletrônicos tanto no nível da história quanto no nível de sua representação. Mas como nenhuma dessas duas obras sai vitoriosa, sua assim chamada rivalidade aparece menos como uma competição real do que como uma forma de iluminar as possibilidades e limitações narrativas específicas de quadrinhos, filmes e jogos de computador". Acrescentando a Thoss, Fehrle examina a remediação (Bolter e Grusin), ou uso de imitação, de significantes de jogos eletrônicos. Olhando particularmente para o Scott vs. Matthew Patel, ele escreve que há "não apenas [a] remediação da luta de fliperama e dos jogos beat 'em up, [...] mas também uma estética de TV [...] gêneros cinematográficos [...] e, finalmente, uma forte ligação com o teatro como um quinto meio jogado na mistura quando vemos Ramona em uma sacada shakespeariana colocada no centro de um holofote extremamente conspícuo". Ele continua analisando tecnicamente a cena observando a tela dividida; Fehrle primeiro vê a técnica como "mais recentemente associada principalmente à estética MTV dos anos 1990", observando que é "uma técnica de edição 'não natural', colocando em primeiro plano a midialidade do filme tornando visível o impacto de um editor, um papel que no sistema de edição de continuidade dominante é considerado como aquele que deve ser mantido oculto". Fehrle descreve o resto da sequência com Matthew Patel como uma paródia de videoclipes, incluindo o "sapateado, que é destacado pelo enquadramento da câmera apenas de seus pés, bem como por sua intencionalmente exagerada inspiração em Saturday Night Fever", ao mesmo tempo em que menciona seu "duelo de tiros por meio das pernas" inspirado no spaghetti western.
No entanto, ele também se junta a Zeitlin Wu ao descrevê-lo como um elemento de quadrinhos e jogos eletrônicos, também observando a "forte espacialidade do meio de quadrinhos por meio de seu layout de painel" representado no filme, especialmente a "coluna preta" como divisão entre os três 'painéis'" na cena. Fehrle acrescentou ainda que o referente de jogo eletrônico para a tela dividida é o dos "modos multijogador dos jogos de console", com outros elementos informando a sequência, incluindo "um som 'bling' de arcade de 8 bits tocando quando Patel pousa [,] bem como o eco excessivo e leve atraso na voz de Wallace enquanto ele grita 'luta', [e] texto sobreposto [...] que justapõe dramaticamente os oponentes, instrui o jogador o que fazer ou explica o status (saúde ou energia) dos personagens ou ajuda os jogadores a interpretar o que está acontecendo". Ele acrescenta que uma remediação mais óbvia das histórias em quadrinhos é vista nos desenhos de histórias em quadrinhos semelhantes a O'Malley, que parecem ilustrar a história de Ramona e Matthew. A partir dessa multiplicidade de referentes, Fehrle descreve o filme e a franquia Scott Pilgrim como "hipermediados".
A sequência após o rompimento de Scott com Knives é analisada de maneiras diferentes. Maria J. Ortiz analisa a mise-en-scène e o significado narrativo da cena, escrevendo que quando Scott "diz [para Knives] que deseja romper o relacionamento, a próxima cena dela é contra um fundo escuro sem uma razão realista" e assim introduz metáforas que informam a história: "bom é claro/mau é escuro" e que "a mudança de fundo [é] uma metáfora para a mudança produzida no estado do relacionamento", resultando na ideia de que uma má mudança é um lugar escuro literal. Bodner analisa a transmidialidade do enquadramento usado quando Scott se afasta, combinando com a história em quadrinhos, com uma árvore e um bonde enquadrando o quadro para introduzir uma solidão de Scott e Knives, particularmente com uma câmera estática que representa o painel. No filme, isso é seguido por personagens passando na frente de Scott para conduzir a uma limpeza, que Bodner diz ser "comum no filme e atua como a linha pintada que faz a borda do painel".

## Recepção

### Recepção critica
O agregador de críticas Rotten Tomatoes relata que 82% das 273 críticas ao filme são positivas, com uma classificação média de 7,50/10. O consenso do site diz: "O roteiro pode não ser tão deslumbrante como seus visuais de arregalar os olhos, mas Scott Pilgrim vs the World é rápido, divertido e criativo". De acordo com o Metacritic, que analisou 38 críticas e calculou uma pontuação média de 69 em 100, o filme recebeu uma resposta "geralmente favorável".  O público pesquisado pelo CinemaScore deu ao filme uma nota "A-" em uma escala de A a F.
Peter Debruge, da Variety, fez uma crítica mista ao filme, referindo-se a ele como "um exemplo de filmagem com déficit de atenção tanto no seu melhor quanto no mais frustrante", dizendo que era econômico com sua narrativa e incorporou com sucesso as muitas grandes cenas de luta, mas perdeu oportunidades de construir o relacionamento de Scott e Ramona. David Edelstein, da revista New York, também escreveu uma crítica mista, concordando que Scott "dificilmente parece digno da Ramona de Winstead" e dizendo que achava que "o desfile de super-vilões ex-namorados [...] é como uma marcha forçada; [ele] sentiu [que] estava cheio de lutas e ainda faltavam cinco ex-namorados". Michael Phillips deu uma crítica geralmente positiva, mas concordou que o número de lutas atrasa o filme, escrevendo que "Sete parece muito. É, de fato, dois ou três a mais". Kirk Honeycutt, do The Hollywood Reporter, escreveu uma crítica amplamente negativa, achando o filme "desencorajadoramente mole no qual nada está em jogo. Um personagem pode 'morrer', então simplesmente rebobinar o vídeo e voltar à vida. Ou mudar de ideia sobre seu verdadeiro amor e depois mudar de novo. A batalha de Scott Pilgrim não é contra o mundo; é contra uma bússola moral".
A.O. Scott, que elegeu o filme uma "escolha da crítica" do New York Times, também o avaliou positivamente, sugerindo que era "o melhor filme de videogame de todos os tempos". Nick Schager, da Slant Magazine, também deu uma crítica positiva ao filme, premiando-o com 3,5 estrelas de 4, com o colega Simon Abrams chamando-o de "o filme mais visualmente emocionante, engraçado e emocionalmente envolvente produzido em estúdio do ano" e premiando 4 estrelas de 5 em sua crítica ao DVD.
Debruge elogiou o elenco e as habilidades de direção de Wright que tornam cada um dos muitos personagens distintos. No entanto, criticou o desempenho de Cera, dizendo que "seu timing cômico é impecável, [mas] ele já interpretou o introvertido murcho muitas vezes". Edelstein achou que o maior problema do filme era a atuação de Cera, dizendo que "uma liderança diferente poderia ter mantido você rindo e engajado. Cera não ganha vida nas cenas de luta como Stephen Chow faz em [...] comédias surreais de artes marciais [como] Kung Fu Hustle ", com Honeycutt dissecando a narrativa e determinando que “Cera não dá uma atuação que ancore o absurdo” do filme. Por outro lado, A.O. Scott escreveu que "de alguma forma [Cera e Winstead] fazem funcionar" ao vender o relacionamento sem ser um clichê, e Abrams disse que os atores "nunca pareceram tão bons, especialmente Cera", observando que "[sua] atuação é conscientemente afetada e egocêntrica ao longo das cenas que retratam o namoro estranho de Scott e Knives", enquanto o filme deliberadamente enfatiza o narcisismo inicial de Scott. A frase dita por Cera "Eu estava pensando que deveríamos terminar, ou algo assim" foi considerada divertida e estranhamente realista. White escreveu que os atores que interpretam os ex-namorados de Ramona "[parecem] estar se divertindo muito em suas cenas". Brie Larson e Kieran Culkin foram frequentemente descritos como ladrões de cena do filme por suas atuações como ex de Scott, estrela do rock Envy Adams e colega de quarto de Scott, o sarcástico Wallace Wells. Chris Evans e Brandon Routh também foram chamados de ladrões de cena em algumas críticas.
Como negativo, Debruge acrescentou que "qualquer pessoa com mais de 25 anos provavelmente achará [o filme] exaustivo, como brincar de acompanhante em uma festa cheia de universitários com excesso de sexo", comentários repetidos por Honeycutt, que chamou o filme de "juvenil" e pensou que "uma audiência mais ampla entre telespectadores mais velhos ou internacionais parece improvável". White deu ao filme uma avaliação positiva de 8/10, dizendo que é "mais adequado para a geração com fio e para aqueles de nós que crescemos com Nintendo e MTV. Sua natureza cinética e sensibilidades peculiares podem afastar alguns". Scott também achou os elementos juvenis atraentes, escrevendo que "há alguns filmes sobre jovens que simplesmente fazem você se sentir velho, mesmo que não seja [mas] Scott Pilgrim vs. the World tem o efeito oposto. É rápido, engraçado, o espírito feliz-triste é tão contagioso que o filme faz você se sentir em casa em seu mundo, mesmo que a paisagem seja, à primeira vista, desconhecida". Abrams abriu sua crítica lamentando que "a coisa triste sobre Scott Pilgrim vs. the World é que as pessoas presumiram que, por abraçar seus interesses demográficos orientados para nichos, em sua campanha publicitária e em seu conteúdo, estava destinado ao status de culto e nada mais".
Schager escreveu que Edgar Wright é um "artista de mash-up inspirado, e Scott Pilgrim vs. the World pode ser sua melhor hibridização até hoje", dizendo que o filme se tornou um "videogame inspirado em mêlée". Debruge também disse que "o estilo [...] se torna o nível em que devemos apreciar o trabalho de Wright", notando particularmente o logotipo da Universal de 8 bits e a cena inspirada em Seinfeld. White explica que, embora o estilo e a estrutura de videogame não sejam realistas, "mesmo os elementos mais bizarros fluem naturalmente da narrativa". O estilo também foi comparado aos quadrinhos. De acordo com Phillips, "Edgar Wright entende o apelo das graphic novels originais de Bryan Lee O'Malley [...] Os livros inspirados em mangá de O'Malley combinam banalidade total com hipérbole de super-herói, [e] Wright, que é britânico, assumiu e venceu. [O filme] vive e respira o estilo dos livros originais, com rabiscos animados, corações e estrelas preenchendo o quadro em muitas tomadas individuais". Edelstein abriu sua crítica dizendo "Sim, é assim que você traz um romance gráfico para a vida na tela!", elaborando que "[Wright pega os] mangás canadenses (nos quais o mundano encontra o super-heróico) e inventa uma sintaxe própria: parte painel cômico, parte videogame arcade".
Comparando ainda mais o filme com as histórias em quadrinhos e discutindo-o como uma adaptação, Honeycutt concorda que "o diretor/produtor/co-roteirista Edgar Wright [...] reproduziu com sucesso as imagens e a visão de mundo da história em quadrinhos de Bryan Lee O'Malley, em si uma mistura de personagens comuns perdidos em um mundo de mangá, videogames, videoclipes e iconografia de quadrinhos". White escreve que os elementos de mash-up no estilo do filme criam "um coquetel da cultura pop que é divertido, engraçado e deliciosamente inusitado", elogiando Wright por "[fazer os elementos dos quadrinhos] funcionarem na tradução para viver ação e [tendo] respeito suficiente pelo trabalho de O'Malley em primeiro lugar para tentar capturar esse espírito; Scott concorda, dizendo que o sucesso vem de sua engenhosidade em trazer o videogame para o mundo do jogador, em vez de o contrário, e assim "a linha entre fantasia e realidade não é tão borrada quanto apagada, porque os cineastas criam um universo inteiramente coerente e perpetuamente surpreendente". Abrams também observa que alguns dos elementos cômicos funcionam melhor no filme, como quando Scott acorda, seguido por Wallace e Other Scott, por causa do timing cinematográfico. Ele opina que Wright também conseguiu incluir cenas adicionais que informam ainda mais a caracterização de Scott e adicionam humor aos momentos dos quadrinhos. No geral, em sua revisão retrospectiva de 2020, Meghan Hale, da Comic Years, escreveu que "[Scott Pilgrim vs. the World] não apenas contribui para uma adaptação adequada, mas, em vez disso, traz a história à vida de uma forma que inova o forma como olhamos para as adaptações".

### Resposta do público
Depois de ver o filme em uma exibição de teste, o diretor americano Kevin Smith disse que ficou impressionado e que "é fascinante e ninguém vai entender o que diabos acabou de atingi-los", acrescentando que Wright "está dando vida a uma história em quadrinhos". Smith também disse que os diretores Quentin Tarantino e Jason Reitman ficaram "realmente interessados". Carla Gillis, escritora do Now e ex-vocalista da banda Plumtree, também comentou sobre o filme, já que uma música de sua banda foi a inspiração para O'Malley criar a série; Gillis sentiu que o filme carregava o mesmo tom positivo, mas agridoce, da música. Várias personalidades notáveis da indústria de videogames, filmes e animes também elogiaram o filme após sua estreia no Japão, entre eles Hironobu Sakaguchi, Goichi Suda, Miki Mizuno, Tomohiko Itō e Takao Nakano.
Em um editorial para o Rotten Tomatoes, Nathan Rabin escreveu que o filme tem seguidores cult, e em um recurso da Met Film School de 2015, Danny Kelly o listou como um dos seis filmes mais subestimados de todos os tempos, dizendo que é "um crime" que mais pessoas não tenham visto. Uma classificação de 2014 da Den of Geek colocou-o em terceiro lugar em sua lista dos 25 melhores filmes de quadrinhos subestimados, com James Hunt escrevendo que "é facilmente melhor do que qualquer filme nesta lista. E, por falar nisso, é melhor do que a maioria dos filmes que não estão nesta lista", ele sugeriu que sofreu nas bilheterias devido ao marketing mal executado e às pessoas enjoadas de Michael Cera. Em 2020, Evans comparou os fãs de Scott Pilgrim aos do Universo Cinematográfico da Marvel, dizendo que eram tão raivosos e dedicados; em fevereiro de 2020, o crítico Alani Vargas escreveu que "pode não ser tão 'cult' hoje; se você apresentar o filme a alguém agora, é provável que receba uma resposta muito positiva". 
Artistas musicais foram inspirados pelo filme, incluindo Lil Uzi Vert com seus álbuns Lil Uzi Vert vs. the World e Lil Uzi Vert vs. the World 2, e o single "Scott and Ramona". O videoclipe do single "Gimme Love" da banda australiana The Vines é uma homenagem a Scott Pilgrim vs. the World, adotando o estilo visual da abertura do filme, e Kid Cudi sampleou música do filme em "She Knows This" de seu álbum Man on the Moon III: The Chosen.

### Prêmios e indicações
Scott Pilgrim vs. the World recebeu muitos prêmios e indicações. Também foi pré-indicado à categoria de Melhores Efeitos Visuais no 83.º Oscar, mas não recebeu uma indicação. Ganhou o Prêmio do Público em 2010 no Lund International Fantastic Film Festival.
O filme foi colocado em várias listas dos dez melhores filmes de 2010, incluindo o número 1 de Harry Knowles, e em várias listas da Empire.

### Mídia audiovisual
- AP (11 de novembro de 2010). 'Scott Pilgrim' Gets a New Life on DVD. Consultado em 5 de dezembro de 2010. Cópia arquivada em 10 de dezembro de 2019 – via YouTube
- Comic Con (2010a). Comic Con 2010: Scott Pilgrim vs. the World Panel – Part 2. Consultado em 12 de fevereiro de 2020
- Comic Con (30 de julho de 2010b). Comic Con 2010: Scott Pilgrim vs. the World Panel – Part 1. Consultado em 12 de fevereiro de 2020. Cópia arquivada em 1 de agosto de 2019
- Entertainment Weekly (20 de julho de 2020). 'Scott Pilgrim vs. The World' Reunion Table Read (Video) (em inglês). Consultado em 16 de janeiro de 2021
- Larson, Brie (2010). Interview with Brie Larson for Scott Pilgrim VS The World. reelrave. Consultado em 25 de junho de 2020. Cópia arquivada em 27 de março de 2020 – via YouTube
- Lil Uzi Vert (1 de junho de 2016). Lil Uzi Vert – Scott and Ramona [Official Audio]. Consultado em 16 de agosto de 2020 – via YouTube
- Rockotier (13 de junho de 2018). Scott Pilgrim vs. the Easter Eggs. Consultado em 11 de fevereiro de 2020
- Scott Pilgrim The Movie (3 de abril de 2009). Blog One – Introduction – Scott Pilgrim Vs. The World. Consultado em 13 de abril de 2009. Cópia arquivada em 5 de novembro de 2011
- TIFF Originals (7 de abril de 2018). Metric – "Black Sheep" (Edgar Wright's Scott Pilgrim vs. the World) | Lightbox Sessions | TIFF 2018. Consultado em 11 de fevereiro de 2020. Cópia arquivada em 6 de agosto de 2019
- Universal Pictures (27 de outubro de 2010). Scott Pilgrim vs. the World – Behind the Scenes – Learning to Play Instruments. Cópia arquivada em 18 de outubro de 2012 – via YouTube
- The Vines (31 de março de 2011). The Vines – Gimme Love. Consultado em 16 de agosto de 2020. Cópia arquivada em 23 de julho de 2013 – via YouTube
- Wright, Edgar (2009a). «Edgar Wright's photoblog». Bryan Lee O'Malley. Consultado em 21 de janeiro de 2009. Arquivado do original em 14 de julho de 2011

### Diversos
- Abrams, Simon (9 de novembro de 2010). «DVD Review: Scott Pilgrim vs. the World». Slant Magazine. Consultado em 6 de março de 2020. Cópia arquivada em 6 de março de 2020
- Alston, Trey (13 de março de 2020). «Lil Uzi Vert Drops Eternal Atake Deluxe Version, Featuring 14 New Songs». MTV. Consultado em 18 de março de 2020. Cópia arquivada em 14 de março de 2020
- Amaya, Erik (24 de julho de 2010). «CCI: Cast & Crew React to "Scott Pilgrim" screening». Comic Book Resources. Consultado em 29 de julho de 2010. Cópia arquivada em 26 de julho de 2010
- Aziz, Neha (12 de agosto de 2010). «'Scott Pilgrim' matures; Michael Cera doesn't». The Daily Texan. Consultado em 6 de março de 2020. Cópia arquivada em 6 de março de 2020
- Bond, Tom (24 de fevereiro de 2016). «Scene Stealers: Brie Larson in Scott Pilgrim vs The World». One Room With A View. Consultado em 6 de março de 2020. Cópia arquivada em 6 de março de 2020
- Brydon, Grant (2016). «Lil Uzi Vert channels Scott Pilgrim on new 'Lil Uzi Vs. The World' mixtape». RWD Magazine. Consultado em 16 de agosto de 2020. Cópia arquivada em 16 de setembro de 2018
- Calhoun, Dave (2010). «Michael Cera: Hollywood's go-to-geek». Time Out London. Consultado em 31 de agosto de 2010. Cópia arquivada em 1 de dezembro de 2017
- Campbell, Christopher (25 de agosto de 2010). «Alternate Endings for "Scott Pilgrim vs. the World": Which Would You Have Preferred?». IndieWire. Consultado em 11 de fevereiro de 2020. Cópia arquivada em 25 de dezembro de 2019
- Carlick, Stephen (20 de julho de 2010). «Scott Pilgrim vs. The World Soundtrack Adds Beck Bonus Tracks with Deluxe Edition». Exclaim!. Consultado em 21 de julho de 2010
- Cinema Blend (12 de agosto de 2010). «Scott Pilgrim Music Video: Black Sheep Performed By Clash At Demonhead». Consultado em 11 de fevereiro de 2020
- Collis, Clark (10 de agosto de 2010). «The making of 'Scott Pilgrim vs. The World': Edgar Wright and Michael Cera describe how they brought us the year's most hard-to-describe movie 'epic'». Entertainment Weekly. Consultado em 6 de março de 2020. Cópia arquivada em 6 de março de 2020
- Collis, Clark (24 de junho de 2020a). «Scott Pilgrim vs. the World: An oral history of Edgar Wright's super-powered cult classic». Entertainment Weekly. Consultado em 25 de junho de 2020. Cópia arquivada em 25 de junho de 2020
- Collis, Clark (26 de junho de 2020b). «'Scott Pilgrim' cast reunites for 10th anniversary script read-through for charity». Entertainment Weekly. Consultado em 27 de junho de 2020. Cópia arquivada em 27 de junho de 2020
- Collis, Clark (20 de julho de 2020c). «Watch 'Scott Pilgrim vs. the World' cast reunite for 10th anniversary charity table read». Entertainment Weekly. Consultado em 22 de julho de 2020. Cópia arquivada em 20 de julho de 2020
- Collis, Clark (13 de agosto de 2020d). «'Scott Pilgrim vs. the World' oral history: Bonus level!!!». Entertainment Weekly. Consultado em 14 de agosto de 2020. Cópia arquivada em 14 de agosto de 2020
- Connelly, Brendon (3 de janeiro de 2011). «The Art Of The Scott Pilgrim Title Sequence». Bleeding Cool News And Rumors. Consultado em 9 de fevereiro de 2020. Cópia arquivada em 1 de junho de 2012
- Corcoran, Nina (13 de agosto de 2020). «'Scott Pilgrim Vs. The World' Is A 2010s Indie Rock Time Capsule». Stereogum. Consultado em 14 de agosto de 2020. Cópia arquivada em 14 de agosto de 2020
- Den of Geek (2010). «Scott Pilgrim Vs The World European premiere report». Consultado em 10 de fevereiro de 2020. Arquivado do original em 7 de março de 2020
- Diaz, Eric (15 de julho de 2020). «SCOTT PILGRIM Cast Reunites for 10th Anniversary Table Read». Consultado em 20 de julho de 2020. Cópia arquivada em 16 de julho de 2020
- Ditzian, Eric (16 de agosto de 2010). «'Scott Pilgrim': Inside The Creation Of The Six Fights». MTV News. Consultado em 10 de fevereiro de 2020. Cópia arquivada em 1 de março de 2020
- Dominguez, Noah (23 de março de 2019). «Is Scott Pilgrim vs. the World the Greatest Ensemble of Comic Book Actors Ever?». CBR. Consultado em 27 de junho de 2020. Cópia arquivada em 30 de março de 2019
- El-Mahmoud, Sarah (13 de agosto de 2020). «As Scott Pilgrim Turns 10, Edgar Wright Praises Brie Larson's Audition Swagger». CinemaBlend. Consultado em 14 de agosto de 2020. Cópia arquivada em 14 de agosto de 2020
- Empire (24 de dezembro de 2010b). «Empire's Top 20 Films Of The Year». Consultado em 10 de fevereiro de 2020. Cópia arquivada em 16 de fevereiro de 2020
- Empire (30 de dezembro de 2010c). «The Best Movie Scenes In 2010». Consultado em 10 de fevereiro de 2020. Cópia arquivada em 16 de fevereiro de 2020
- Empire (13 de janeiro de 2020). «The 100 Greatest Movies of the 21st Century: 50–41». Consultado em 10 de fevereiro de 2020. Cópia arquivada em 9 de fevereiro de 2020
- Fischer, Russ (3 de agosto de 2010). «Exclusive: First Video From the Scott Pilgrim Animated Short Produced by Adult Swim». SlashFilm. Consultado em 4 de agosto de 2010. Cópia arquivada em 5 de agosto de 2010
- Fleischer, David (9 de novembro de 2010). «Reel Toronto: Scott Pilgrim vs. The World». Torontoist. Consultado em 9 de fevereiro de 2020. Cópia arquivada em 31 de agosto de 2019
- Goslin, Austen (24 de março de 2021). «Scott Pilgrim is coming back to theaters with updated Dolby release». Polygon. Consultado em 24 de março de 2021
- Grierson, Tim (26 de julho de 2010). «Scott Pilgrim vs. The World». Screen Daily. Consultado em 26 de novembro de 2019. Cópia arquivada em 29 de fevereiro de 2020
- Hasty, Katie (31 de março de 2010). «Preview new Beck songs in 'Scott Pilgrim' trailer». HitFix. Consultado em 31 de março de 2010. Cópia arquivada em 30 de dezembro de 2011
- Hunt, James (20 de dezembro de 2010a). «The hidden treasures of Scott Pilgrim Vs The World». Den of Geek. Consultado em 11 de fevereiro de 2020. Cópia arquivada em 29 de setembro de 2018
- Hunt, James (30 de janeiro de 2014). «Top 25 underappreciated comic book movies». Den of Geek. Consultado em 26 de junho de 2020. Cópia arquivada em 26 de junho de 2020
- Kelly, Danny (2015). «6 of the most underrated films ever made». Met Film School. Consultado em 6 de março de 2020. Cópia arquivada em 6 de março de 2020
- Khouri, Andy (21 de janeiro de 2011). «The Art of the 'Scott Pilgrim Vs. The World' Title Sequence». ComicsAlliance. Consultado em 9 de fevereiro de 2020. Cópia arquivada em 20 de fevereiro de 2019
- Kit, Borys (20 de janeiro de 2009). «Exes mark spots in 'Pilgrim': Evans, Routh, Larson, others join ensemble of Uni's graphic novel pic». The Hollywood Reporter. Cópia arquivada em 1 de março de 2020
- Laverde, Jake (16 de agosto de 2020). «The Scott Pilgrim Movie Turned 10 Years Old, Where Are its Stars Now?». Game Rant. Consultado em 16 de agosto de 2020
- Lussier, Germain (20 de setembro de 2010b). «/FILM – 'Scott Pilgrim vs. The World' Hits DVD and Blu-Ray November 9». Consultado em 20 de setembro de 2010. Arquivado do original em 21 de setembro de 2010
- Lussier, Germain (28 de outubro de 2010c). «Six Clips From The 'Scott Pilgrim vs. The World' Making of Documentary». / Film. Consultado em 1 de março de 2020. Cópia arquivada em 18 de novembro de 2010
- Lussier, Germain (18 de janeiro de 2011). «The Art of the Title Sequence: 'Scott Pilgrim vs. The World'». /Film. Consultado em 10 de janeiro de 2020. Cópia arquivada em 2 de janeiro de 2018
- Martens, Todd (15 de julho de 2010a). «Hero Complex for your Inner Fanboy». Los Angeles Times. Consultado em 16 de julho de 2010. Cópia arquivada em 16 de outubro de 2018
- Martens, Todd (25 de março de 2010b). «Rock 'n' roll: 'Scott Pilgrim' launches with Beck-scored trailer». Los Angeles Times. Consultado em 31 de março de 2010. Cópia arquivada em 29 de março de 2010
- Martens, Todd (14 de agosto de 2010c). «Track-by-track: Beck, Nigel Godrich, Emily Haines, Bryan Lee O'Malley & Edgar Wright dissect the 'Scott Pilgrim' music». LA Times. Consultado em 7 de março de 2020. Cópia arquivada em 11 de março de 2017
- Mashable Entertainment (13 de agosto de 2020). «What we'll always love about the idiots who got dumped in 'Scott Pilgrim vs. The World'». Mashable. Consultado em 14 de agosto de 2020. Cópia arquivada em 14 de agosto de 2020
- McMahon, James (18 de agosto de 2010). «Edgar Wright: why the Scott Pilgrim soundtrack matters as much as the movie». The Guardian. ISSN 0261-3077. Consultado em 15 de março de 2020
- Medley, Mark (12 de agosto de 2010). «Scott Pilgrim, by Plumtree: the song that started it all». National Post. Consultado em 10 de agosto de 2020. Cópia arquivada em 9 de agosto de 2020
- Movie Locations. «Filming Locations for Edgar Wright's adaptation of the graphic novels Scott Pilgrim Vs The World (2010)». The Worldwide Guide to Movie Locations. Consultado em 9 de fevereiro de 2020. Cópia arquivada em 7 de agosto de 2019
- O'Donnell, Patrick (13 de agosto de 2020). «'Scott Pilgrim vs. the World' at 10: still the best comic book movie ever». NME. Consultado em 14 de agosto de 2020. Cópia arquivada em 14 de agosto de 2020
- Rabin, Nathan (22 de março de 2017). «LEVEL UP: WHY SCOTT PILGRIM VS. THE WORLD ENDURES AS A CULT FAVORITE BEYOND ITS GEEK APPEAL». Rotten Tomatoes. Consultado em 15 de dezembro de 2019. Cópia arquivada em 29 de novembro de 2017
- Rayner, Ben (8 de agosto de 2009). «Toronto finally gets to play itself». Toronto Star. Consultado em 1 de junho de 2010. Cópia arquivada em 15 de fevereiro de 2011
- Richards, Will (13 de agosto de 2020). «Robert Pattinson had an 'intense' audition for 'Scott Pilgrim Vs. the World'». NME. Consultado em 14 de agosto de 2020. Cópia arquivada em 14 de agosto de 2020
- Riviello, Alex (30 de junho de 2017a). «All of the Video Game References in Scott Pilgrim». /Film. Consultado em 11 de fevereiro de 2020. Cópia arquivada em 12 de dezembro de 2018
- Riviello, Alex (30 de junho de 2017b). «All of the Video Game References in Scott Pilgrim». /Film. Consultado em 11 de fevereiro de 2020. Cópia arquivada em 5 de novembro de 2019
- «Metric Announce Plans to Self-Release April Album 'Fantasies'». Rolling Stone. 27 de janeiro de 2009. Consultado em 9 de fevereiro de 2020. Cópia arquivada em 1 de março de 2020
- «Beck Cuts 'Scott Pilgrim' Songs». Rolling Stone. 19 de agosto de 2010. Consultado em 9 de fevereiro de 2020. Cópia arquivada em 1 de março de 2020
- Rosen, Christopher (13 de agosto de 2020). «How Scott Pilgrim vs. the World Assembled Its All-Star Cast». Vanity Fair. Consultado em 14 de agosto de 2020. Cópia arquivada em 14 de agosto de 2020
- Schneller, Johanna (23 de agosto de 2012). «Hollywood goes Toronto». The Globe and Mail. Consultado em 7 de dezembro de 2012. Cópia arquivada em 7 de março de 2016
- Sciretta, Peter (22 de maio de 2009). «Scott Pilgrim vs. The World Will End Differently Than The Graphic Novels». Consultado em 17 de maio de 2019. Cópia arquivada em 15 de dezembro de 2017
- Snyder, Gabriel (24 de maio de 2005). «'Pilgrim's' progresses». Variety. Consultado em 11 de abril de 2009. Cópia arquivada em 10 de fevereiro de 2008
- Swerdloff, Alexis (16 de julho de 2010). «The Girls of Summer». Paper. Consultado em 18 de julho de 2010. Cópia arquivada em 31 de maio de 2016
- Tyner, Adam (31 de outubro de 2010). «Scott Pilgrim vs. the World (Blu-ray)». DVD Talk. Consultado em 9 de fevereiro de 2020. Cópia arquivada em 8 de dezembro de 2017
- Vargas, Alani (1 de fevereiro de 2020). «Could a 'Scott Pilgrim' Sequel Happen? Mary Elizabeth Winstead Has Some Ideas». Showbiz Cheat Sheet. Consultado em 14 de agosto de 2020. Cópia arquivada em 14 de agosto de 2020
- Villeneuve, Nicole (8 de abril de 2009). «Scott Pilgrim vs. the World (Just Not Toronto)». Gothamist. Consultado em 8 de junho de 2011. Cópia arquivada em 15 de agosto de 2011
- Wigler, Josh (12 de novembro de 2010). «Alternate 'Scott Pilgrim' Ending Featured Giant Gideon Robot, Says Edgar Wright». MTV News. Consultado em 11 de fevereiro de 2020. Cópia arquivada em 7 de novembro de 2018
- Zhong, Fan (9 de agosto de 2013). «Brie Larson: Scene Stealer». W Magazine. Consultado em 6 de março de 2020. Cópia arquivada em 16 de novembro de 2019

### Entrevistas
- Art of the Title (3 de janeiro de 2011). «Scott Pilgrim vs the World» (Interview with Edgar Wright, Oscar Wright & Richard Kenworthy). Consultado em 19 de novembro de 2011. Cópia arquivada em 16 de novembro de 2011
- Dan (16 de agosto de 2010). «Geekadelphia: An EPIC Conversation with Edgar Wright & Michael Cera of Scott Pilgrim Vs. The World». Consultado em 17 de agosto de 2010. Cópia arquivada em 19 de agosto de 2010
- Down, Lauren (20 de agosto de 2010). «TLOBF Interview // Bryan Lee O'Malley». The Line of Best Fit. Consultado em 7 de março de 2020. Cópia arquivada em 7 de março de 2020
- Empire (2010a). «Edgar Wright Talks Scott Pilgrim Trailer». Consultado em 1 de junho de 2010. Arquivado do original em 9 de fevereiro de 2015
- Goldberg, Matt (25 de maio de 2010a). «Edgar Wright, Michael Cera, Jason Schwartzman Interview Scott Pilgrim vs. the World». Collider. Consultado em 1 de junho de 2010. Cópia arquivada em 25 de julho de 2010
- Huddleston, Tom. «50 essential comic-book movies, with Edgar Wright: part 3». Time Out. Consultado em 7 de abril de 2017. Cópia arquivada em 23 de janeiro de 2013
- Leader, Michael (23 de agosto de 2010). «Scott Pilgrim press conference: stunts, comic books, Ant-Man and more». Den of Geek. Consultado em 7 de março de 2020. Cópia arquivada em 7 de março de 2020
- Lussier, Germain (7 de agosto de 2010a). «Mary Elizabeth Winstead and Ellen Wong Interview Scott Pilgrim VS. THE WORLD; Plus Info on THE THING Prequel, DIE HARD 5, and the Alternate Ending». Collider.com. Consultado em 18 de agosto de 2010. Cópia arquivada em 16 de agosto de 2010
- Miller, Nancy (22 de junho de 2010). «Director Edgar Wright, Actor Michael Cera Crack Wise About Scott Pilgrim». Wired. 18 (7). Consultado em 23 de junho de 2010. Cópia arquivada em 26 de junho de 2010
- Warner, Andrea (21 de julho de 2010). «Bryan Lee O'Malley, Edgar Wright and Kevin Drew Talk the Music of Scott Pilgrim». Exclaim!. Consultado em 21 de julho de 2010. Cópia arquivada em 23 de julho de 2010
- Wigler, Josh (13 de outubro de 2009). «Aubrey Plaza Says 'Scott Pilgrim' Casting Was 'Meant To Be'». MTV News. Consultado em 6 de maio de 2019. Cópia arquivada em 6 de maio de 2019
- Winning, Josh (2 de junho de 2010a). «Q&A: Scott Pilgrim creator Bryan Lee O'Malley». Total Film. Consultado em 3 de junho de 2010. Cópia arquivada em 19 de maio de 2011
- Winning, Josh (2 de junho de 2010b). «Q&A: Scott Pilgrim creator Bryan Lee O'Malley». Total Film. Consultado em 17 de maio de 2019. Cópia arquivada em 17 de maio de 2019

### Literatura
- Berninger, Mark (2013). «"Scott Pilgrim Gets It Together": The Cultural Crossovers of Bryan Lee O'Malley». In:  Denson, Shane; Christina, Meyer; Stein, Daniel. Transnational Perspectives on Graphic Narratives: Comics at the Crossroads. [S.l.]: A&C Black. pp. 250–251. ISBN 9781441185754
- Bodner, John (2019). «Scott Pilgrim's Precious Little Texts: Adaptation, Form, and Transmedia Co-creation». Comics and Pop Culture: Adaptation from Panel to Frame. [S.l.]: University of Texas Press. pp. 246–264. ISBN 9781477319390
- Burke, Liam (2015). The Comic Book Film Adaptation: Exploring Modern Hollywood's Leading Genre. Jackson: University of Mississippi Press. ISBN 978-1-62674-515-5. OCLC 896806934
- Diaz Pino, Camilo (2015). «Sound affects: Visualizing music, musicians and (sub)cultural identity in BECK and Scott Pilgrim». Studies in Comics. 6 (1): 85–108(24). doi:10.1386/stic.6.1.85_1
- Fehrle, Johannes (2015). «Leading into the Franchise. Remediation as (Simulated) Transmedia World. The Case of Scott Pilgrim» (PDF). IMAGE. 21 (2): 4–16. Consultado em 13 de fevereiro de 2020. Arquivado do original (PDF) em 8 de fevereiro de 2020
- Gandolfi, Enrico; Semprebene, Rodolfo (2015). «Play the game in the opening scene A multidisciplinary lens for understanding (video)ludic movies, including Super Mario Bros., Resident Evil and Scott Pilgrim vs. the World». GAME the Italian Journal of Game Studies. Consultado em 10 de fevereiro de 2020. Cópia arquivada em 2 de abril de 2019
- Grant, Barry Keith; Henderson, Scott (2019). Comics and Pop Culture: Adaptation from Panel to Frame. [S.l.]: University of Texas Press. pp. 13–14. ISBN 9781477319390
- O'Hara, Helen (2020). «Scott Pilgrim vs. the World». The Ultimate Superhero Movie Guide: The definitive handbook for comic book film fans. London: Carlton Books. pp. 72–75. ISBN 978-1-78739-260-1. OCLC 1145068903
- Ortiz, Maria J. (2014). «Visual Manifestations of Primary Metaphors Through Mise-en-scène Techniques». Image & Narrative. 15 (1): 5–16. ISSN 1780-678X. Consultado em 12 de fevereiro de 2020. Cópia arquivada em 11 de abril de 2018
- Ryan, Marie-Laure; Thon, Jan-Noël (2014). «Storyworlds across Media: Introduction». Storyworlds across Media. Lincoln: University of Nebraska Press. pp. 1–21. Consultado em 12 de fevereiro de 2020. Cópia arquivada em 12 de fevereiro de 2020
- Wallace, Dave (2013). «Scott Pilgrim». In:  Duncan, Randy; Smith, Matthew J. Icons of the American comic book: from Captain America to Wonder Woman. 1. Santa Barbara, Calif.: Greenwood. pp. 652–659. ISBN 978-0-313-39924-4. OCLC 829387631
- Weiss, Allan (26 de novembro de 2014). The Canadian Fantastic in Focus: New Perspectives. [S.l.]: McFarland. ISBN 9781476617909. Consultado em 8 de março de 2020
- Zeitlin Wu, Lida (2016). «Transmedia Adaptation, or the Kinesthetics of Scott Pilgrim Vs. The World». Adaptation. 9 (3): 417–427. doi:10.1093/adaptation/apw033

### Notícias
- Alexander, Susannah (21 de maio de 2020). «Scott Pilgrim vs The World to be re-released in cinemas». Digital Spy. Consultado em 21 de maio de 2020. Cópia arquivada em 21 de maio de 2020
- Anderson, Jenna (20 de maio de 2020). «Scott Pilgrim vs. the World to Be Re-Released in Theaters». Comic Book.com. Consultado em 21 de maio de 2020. Cópia arquivada em 21 de maio de 2020
- Chatalbash, Tom (21 de maio de 2020). «Scott Pilgrim Vs. The World Returning To Theaters For 10th Anniversary». ScreenRant. Consultado em 21 de maio de 2020. Cópia arquivada em 21 de maio de 2020
- Corliss, Richard (15 de agosto de 2010). «Box Office: Sly Preys on Julia, World Beats Pilgrim». Time. Consultado em 18 de agosto de 2010. Arquivado do original em 17 de agosto de 2010
- Dinning, Mark (2009). «Movie-Con III Is Coming! Scott Pilgrim Screening Announced!». Empire. Consultado em 5 de julho de 2010. Arquivado do original em 15 de dezembro de 2011
- Fernandez, Sofia M. (5 de janeiro de 2011). «'Inception,' 'Scott Pilgrim' on Oscar Visual Effects Shortlist». The Hollywood Reporter. Consultado em 9 de fevereiro de 2020. Cópia arquivada em 20 de setembro de 2014
- Fritz, Ben (15 de agosto de 2010). «Box office: 'Expendables' blows up, 'Scott Pilgrim' out of tune, 'Eat Pray Love' has decent first bite». Los Angeles Times. Consultado em 21 de agosto de 2010. Cópia arquivada em 18 de agosto de 2010. Universal spent about $85 million to make the picture, along with a small investment by Relativity Media
- Gifford, Kevin (24 de agosto de 2011). «Check Out the Retro Game Master Guy's Commentary Track on Scott Pilgrim vs. The World». 1UP.com. Consultado em 23 de setembro de 2011. Arquivado do original em 24 de janeiro de 2016
- Goldberg, Matt (21 de junho de 2010b). «Scott Pilgrim vs the World Soundtrack Track Listing revealed». Collider. Consultado em 11 de fevereiro de 2020. Cópia arquivada em 9 de janeiro de 2020
- Goldstein, Hilary; Hatfield, Daemon; Miller, Greg (19 de julho de 2010). «SDCC 10: Scott Pilgrim vs. The World – Clash at Demonhead. The world doesn't stand a chance». News Corporation. Consultado em 26 de agosto de 2010. Cópia arquivada em 27 de julho de 2010
- Hughes, William (21 de maio de 2020). «Edgar Wright's bringing the Scott Pilgrim movie back to theaters». The AV Club. Consultado em 21 de maio de 2020. Cópia arquivada em 21 de maio de 2020
- Kumar, Mathew (3 de fevereiro de 2009). «Scott Pilgrim's Precious Little Extras». Torontoist. Consultado em 9 de fevereiro de 2020. Cópia arquivada em 3 de abril de 2015
- Lang, Derrik J. (23 de julho de 2010). «'Scott Pilgrim' creates Comic-Con pandemonium». The Washington Times. Consultado em 23 de julho de 2010. Cópia arquivada em 5 de agosto de 2010
- Joyce, Lee (23 de julho de 2010). «Scott Pilgrim vs. the World" Director Treats Comic-Con Attendees to Free Screening of Film». CBS News. Consultado em 18 de agosto de 2010. Cópia arquivada em 24 de agosto de 2010
- Marshall, Rick (9 de junho de 2010). «First 'Scott Pilgrim Vs. The World' Clip Featuring Chris Evans as Lucas Lee». MTV.com. Consultado em 10 de junho de 2010. Cópia arquivada em 14 de junho de 2010
- Minsker, Evan (11 de dezembro de 2020). «Kid Cudi Releases New Album Man on the Moon III: Listen and Read the Full Credits». Pitchfork. Consultado em 11 de dezembro de 2020
- Newby, Richard (21 de maio de 2020). «Edgar Wright Explains Alternate Ending to 'Scott Pilgrim vs. the World'». The Hollywood Reporter. Consultado em 21 de maio de 2020. Cópia arquivada em 21 de maio de 2020
- Parsons, Ryan (20 de janeiro de 2009). «Chris Evans, Brandon Routh and Brie Larson Join Scott Pilgrim». CanMag. Consultado em 9 de fevereiro de 2020. Cópia arquivada em 23 de março de 2010
- Raup, Jordan (5 de agosto de 2010). «'Scott Pilgrim Vs. The World' Interactive Trailer». The Film Stage. Consultado em 10 de fevereiro de 2020. Cópia arquivada em 1 de março de 2020
- Time Out (18 de maio de 2020). «Watch With the Academy: 'Scott Pilgrim vs. the World' | Online». Time Out Los Angeles. Consultado em 21 de maio de 2020. Cópia arquivada em 21 de maio de 2020
- Trumbore, Dave (21 de maio de 2020). «Edgar Wright Reveals Incredible Cast Photos & Trivia During 'Scott Pilgrim' Watch-Party». Collider. Consultado em 21 de maio de 2020
- Ubisoft (28 de julho de 2009). «Ubisoft and Universal Pictures Partner on Scott Pilgrim VS. The World Video Game». Consultado em 23 de agosto de 2009. Arquivado do original em 17 de julho de 2011
- The Wall Street Journal (15 de agosto de 2010). «'The Expendables' Tops Weekend Box Office». Consultado em 18 de agosto de 2010. Cópia arquivada em 17 de agosto de 2010
- Whaley, Karen (19 de março de 2008a). «Michael Cera = Scott Pilgrim». Torontoist. Consultado em 9 de fevereiro de 2020. Cópia arquivada em 1 de abril de 2015
- Whaley, Karen (17 de maio de 2008b). «Mary Elizabeth Winstead = Ramona Flowers». Torontoist. Consultado em 9 de fevereiro de 2020. Cópia arquivada em 30 de março de 2015
- Woodward, Todd (2010). «Scott Pilgrim vs. The World (US – DVD R1, BD RA)». DVDActive. Consultado em 22 de setembro de 2010. Arquivado do original em 16 de setembro de 2013

### Resenhas
- Bergson, Phillip (1 de junho de 2011). «Sunny Lund's Fantastic Film Festival». www.filmfestivals.com. Consultado em 10 de fevereiro de 2020. Cópia arquivada em 29 de agosto de 2014
- Budowski, Jade (5 de julho de 2018). «'Scott Pilgrim vs. The World' Is Leaving HBO, So Fall In Lesbians With It All Over Again». Decider. Consultado em 9 de fevereiro de 2020. Cópia arquivada em 30 de outubro de 2019
- Debruge, Peter (23 de julho de 2010). «Scott Pilgrim vs. the World». Variety. Consultado em 10 de junho de 2020. Cópia arquivada em 26 de julho de 2010
- Edelstein, David (1 de agosto de 2010). «A Not So Super Hero». New York. Consultado em 3 de agosto de 2010. Cópia arquivada em 5 de agosto de 2010
- The Film Stage (3 de março de 2010). «Kevin Smith Talks Scott Pilgrim». Consultado em 3 de junho de 2010. Arquivado do original em 14 de janeiro de 2011
- Hale, Meghan (8 de abril de 2020). «Scott Pilgrim vs the World Retro Review – A Solid, Innovative Adaptation». Comic Years. Consultado em 27 de junho de 2020. Cópia arquivada em 11 de abril de 2020
- Honeycutt, Kirk (23 de julho de 2010). «Scott Pilgrim vs. the World – Film Review». The Hollywood Reporter. Consultado em 23 de julho de 2010. Cópia arquivada em 15 de novembro de 2010
- Hunt, James (25 de agosto de 2010b). «Scott Pilgrim Vs The World review». Den of Geek. Consultado em 6 de março de 2020. Cópia arquivada em 6 de março de 2020
- Metacritic. «Scott Pilgrim vs. the World (2010): Reviews». CBS Interactive. Consultado em 29 de agosto de 2010. Cópia arquivada em 5 de fevereiro de 2018
- Metacritic (10 de agosto de 2010). «Scott Pilgrim vs. the World Critic Reviews for PlayStation 3». CBS Interactive. Consultado em 16 de agosto de 2010. Cópia arquivada em 16 de agosto de 2010
- O'Hara, Helen (2010). «Scott Pilgrim Vs The World Review». Empire. Consultado em 6 de março de 2020. Cópia arquivada em 6 de março de 2020
- Phillips, Michael (11 de agosto de 2010). «Funny first and everything else second». Metromix. Consultado em 17 de agosto de 2013. Cópia arquivada em 26 de agosto de 2010
- Reynolds, Simon (13 de agosto de 2010). «Michael Cera battles seven evil exes to win the girl of his dreams in Scott Pilgrim Vs. The World». Digital Spy. Consultado em 6 de março de 2020. Cópia arquivada em 10 de junho de 2019
- Rotten Tomatoes (13 de agosto de 2010). «Scott Pilgrim vs. the World (2010)». Fandango Media. Consultado em 28 de julho de 2021. Cópia arquivada em 23 de maio de 2019
- Schager, Nick (1 de agosto de 2010). «Scott Pilgrim vs. the World». Slant Magazine. Consultado em 3 de agosto de 2010. Arquivado do original em 4 de agosto de 2010
- Scott, A.O. (12 de agosto de 2010). «This Girl Has a Lot of Baggage, and He Must Shoulder the Load». The New York Times. Consultado em 18 de agosto de 2010. Cópia arquivada em 15 de agosto de 2010
- Sheetz, Janelle (14 de setembro de 2019). «Stellar Soundtracks: Scott Pilgrim vs. the World». Medium. Consultado em 7 de março de 2020. Cópia arquivada em 7 de março de 2020
- Travers, Peter (12 de agosto de 2010). «Scott Pilgrim vs. The World». Rolling Stone. Consultado em 6 de março de 2020. Cópia arquivada em 6 de março de 2020
- Vore, Bryan (8 de junho de 2010). «Scott Pilgrim Game First Hands-On». Game Informer. Consultado em 8 de junho de 2010. Cópia arquivada em 17 de maio de 2012
- White, Cindy (12 de agosto de 2010). «Scott Pilgrim Vs. the World Review. Edgar Wright's take on the videogame-inspired comic series is full of win.». News Corporation. Consultado em 21 de agosto de 2010. Arquivado do original em 19 de agosto de 2010

### Websites
- «Original Soundtrack Scott Pilgrim Vs. the World Credits». AllMusic. 2010. Consultado em 12 de fevereiro de 2020. Cópia arquivada em 12 de fevereiro de 2020
- Box Office Mojo. «Scott Pilgrim vs. the World at Box Office Mojo». Consultado em 29 de fevereiro de 2020. Cópia arquivada em 29 de fevereiro de 2020
- Box Office Mojo (2010). «Weekend Box Office Results for August 20–22, 2010». Consultado em 25 de agosto de 2010. Cópia arquivada em 20 de novembro de 2010
- CinemaScore (2010). «SCOTT PILGRIM VS. THE WORLD (2010) A-». Arquivado do original em 20 de dezembro de 2018
- Empire (2010d). «Empire's 2010 Top 20». IMDb. Consultado em 10 de fevereiro de 2020
- Fantasia (2010). «Films & Schedules: Scott Pilgrim Vs. the World». Fantasia Festival. Consultado em 5 de julho de 2010. Cópia arquivada em 10 de julho de 2011
- Jeunesse, Marilyn La (2019). «11 things you probably didn't know about Brie Larson». Insider. Consultado em 9 de fevereiro de 2020
- Knowles, Harry (5 de janeiro de 2011). «Harry's Top Ten Films of 2010!!!». Aint It Cool News (em inglês). Consultado em 10 de fevereiro de 2020. Cópia arquivada em 16 de fevereiro de 2020
- Lockyer, Margaret (24 de julho de 2020). «Scott Pilgrim Vs the World: 5 Actors You Probably FORGOT Were in the Film». CBR. Consultado em 27 de julho de 2021
- Lund IFFF (2010). «Lund International Fantastic Film Festival 2010 – Magazine». Consultado em 10 de fevereiro de 2020 – via Issuu
- Music From Film. «Music from Scott Pilgrim vs. the World». Consultado em 15 de novembro de 2010. Arquivado do original em 25 de novembro de 2010
- Nintendo (14 de janeiro de 2021). «Scott Pilgrim vs. The World™: The Game – Complete Edition». Nintendo of Europe. Consultado em 1 de abril de 2023
- The Numbers. «Scott Pilgrim vs. The World – Box Office Data». Consultado em 12 de abril de 2011. Cópia arquivada em 11 de junho de 2011
- Odeon (2020). «Scott Pilgrim Vs. The World (10th Anniversary)». Consultado em 18 de agosto de 2020
- The Official Charts (8 de janeiro de 2011). «Video Archive Chart». Consultado em 1 de maio de 2011. Arquivado do original em 15 de junho de 2011
- O'Malley, Brian Lee (17 de agosto de 2012). «photos-of-me-and-edgar-wright-london-august». Consultado em 4 de dezembro de 2012. Cópia arquivada em 8 de julho de 2013
- O'Malley, Bryan Lee (25 de junho de 2013a). «Brian Lee». Radiomaru.com. Consultado em 11 de julho de 2013. Cópia arquivada em 7 de julho de 2013
- O'Malley, Bryan Lee (8 de maio de 2013b). «I saw the io9 article about unused happy endings, and I had no idea they shot an alternate end for SP. I'm not sure which one I like better- they're both good- but I was wondering what you thought about the one that doesn't match the comics?». Radiomaru (O'Malley's Tumblr). Consultado em 17 de maio de 2020. Cópia arquivada em 30 de março de 2019
- SDCC (17 de junho de 2020). «A Look Back At San Diego Comic-Con 2010». San Diego Comic-Con Unofficial Blog. Consultado em 22 de junho de 2020
- UK Film Council (2010). «UK Box Office 27–29 August 2010». Consultado em 30 de setembro de 2010. Cópia arquivada em 4 de setembro de 2010
- Universal Pictures. «Scott Pilgrim vs. the World». Consultado em 21 de agosto de 2010. Arquivado do original em 2 de abril de 2019
- Wright, Edgar (28 de agosto de 2009b). «August 28th, 2009 21:40 (EDT) Wrap!». Edgar Wright Here. Consultado em 30 de agosto de 2009. Cópia arquivada em 23 de fevereiro de 2012
- Wright, Edgar (10 de agosto de 2010a). «Scott Pilgrim Vs. The World – Original Score ~ Digital Release August 10, 2010». Edgar Wright Here. Consultado em 12 de agosto de 2010. Cópia arquivada em 20 de agosto de 2010
- Wright, Edgar [@edgarwright] (5 de setembro de 2019). «Metric wanted their original version on the OST. Which is fair enough. So... for now at least, the Brie version is just on the film, DVD extras and YouTube...». Cópia arquivada em 19 de setembro de 2019 – via Twitter
- Wright, Edgar (25 de março de 2010b). «It's here ... The Official Scott Pilgrim Vs. The World Teaser Trailer». Edgar Wright Here. Consultado em 10 de junho de 2010. Cópia arquivada em 31 de maio de 2010
- Wright, Edgar (2010c). «The New Scott Pilgrim Vs. The World Trailer!». Edgar Wright Here. Consultado em 1 de junho de 2010. Cópia arquivada em 5 de abril de 2012
- Wright, Edgar (1 de março de 2011). «Scott Pilgrim Vs. The World – Notable Japanese Personalities Tributes to the film». Edgar Wright Here. Consultado em 9 de março de 2011. Cópia arquivada em 8 de março de 2011
- Yubari IFFF (2011). «Yubari International Fantastic Film Festival 2011». Yubari International Fantastic Film Festival. Consultado em 9 de março de 2011. Arquivado do original em 24 de março de 2011